# معماری اسلامی

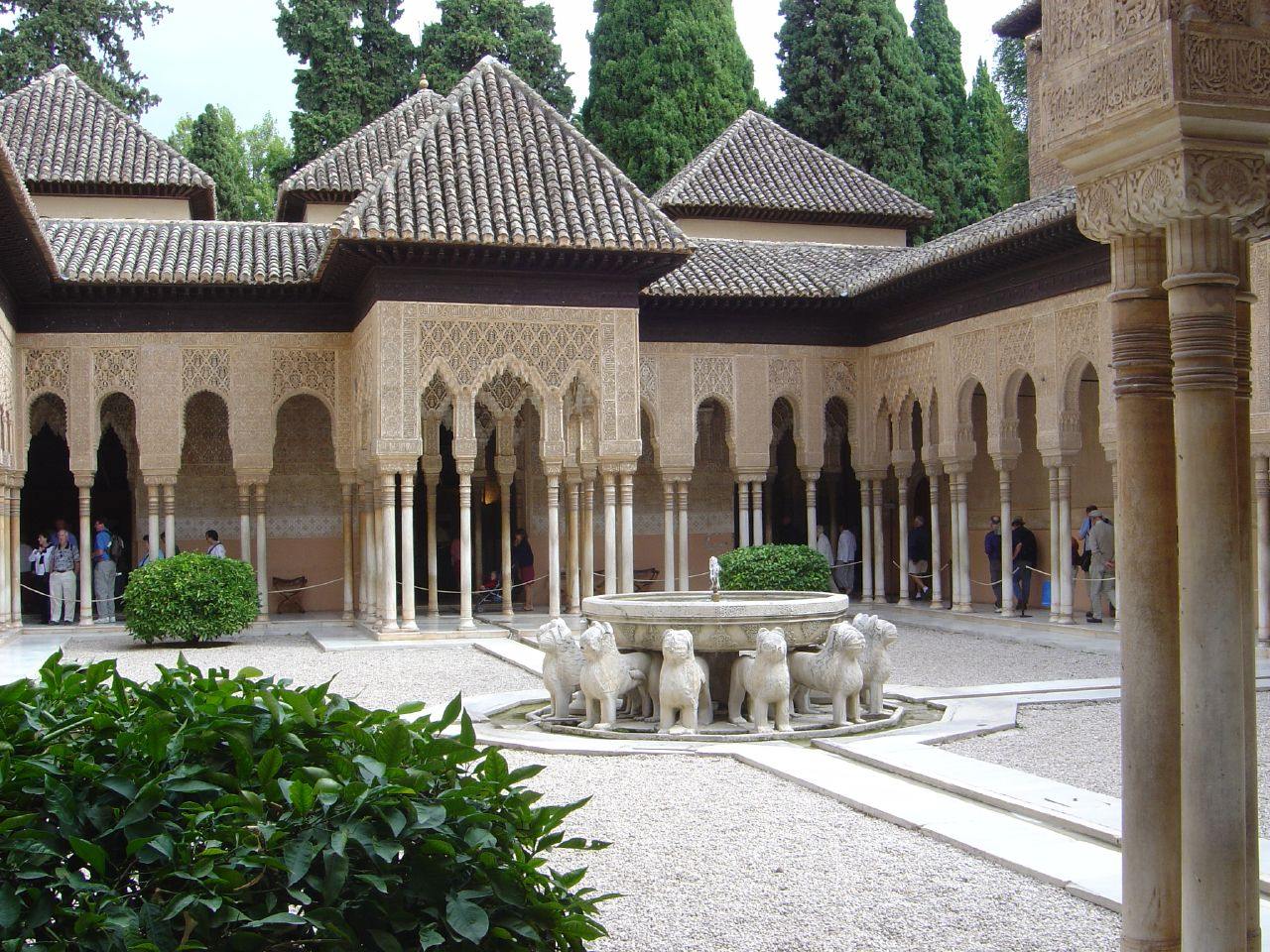
نمایی از محوطه داخلی کاخ الحمراء در گِرانادا، اسپانیا.

معماری اسلامی شامل سبک‌های معماری ساختمان‌های مرتبط با اسلام است، که شامل تمام سبک‌های مذهبی و غیرمذهبی معماری از زمان صدر اسلام تا به امروز می‌شود. معماری اسلامی اولیه تحت تأثیر معماری رومی، بیزانسی، ایرانی، بین‌النهرینی و تمام سرزمین‌های دیگری بود که مسلمانان در قرن هفتم و هشتم فتح کردند. یعنی اسلام به هر سرزمینی که  دست یافت از هنر معماری آن مرز و بوم به شیوه تکامل یافته جدیدی در معماری رسید که ویژگی های فرهنگی و هنری آن قوم در آن لحاظ می‌شد و هم تأثیر بینش و روح اسلامی، نوعی «وحدت» را در این آثار به بیننده نشان می داد. با گسترش اسلام به جنوب شرقی آسیا، معماری اسلامی نیز در این نقاط تحت تأثیر معماری چینی و هندی قرار گرفت. معماری اسلامی بعدها با استفاده از خوشنویسی اسلامی و طرح‌های هندسی خاص، ویژگی‌های منحصربفردی در اشکال ساختمان‌ها و تزئینات ایجاد کرد. همچنین عناصر معماری جدیدی مانند مناره‌های استوانه‌ای، قوس‌های برجسته، مقرنس، اسلیمی و طاق‌های چندقوسی (Multifoil) از ابداعات معماری اسلامی است.

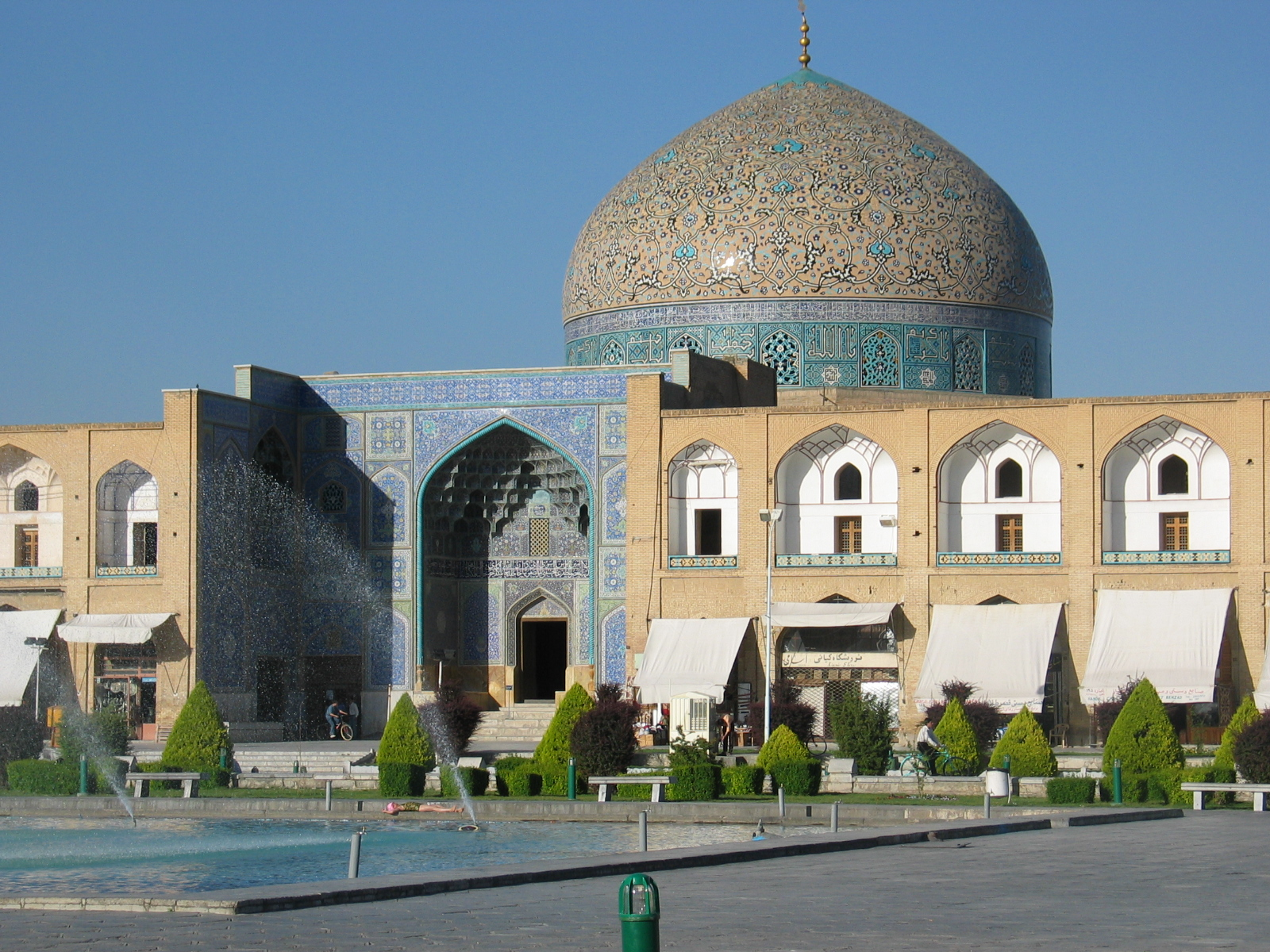
مسجد شیخ لطف‌الله در میدان نقش جهان، اصفهان

در معماری اسلامی، استخوان‌بندی بنا مهمترین قسمت و تزئین و پرداخت رویه‌های بنا، گیراترین عنصر آن محسوب می‌شود. به‌عنوان مثال مقرنس کاری یکی از شیوه‌های تزئینی بنا است. 
انواع ساختمان‌های اصلی معماری اسلامی برای ساختمان‌های بزرگ یا عمومی عبارتند از: مسجد، مقبره، کاخ و قلعه. اصول اصلی معماری اسلامی از این چهار ساختمان گرفته شده و در ساختمان‌های دیگر مانند حمام‌های عمومی، فواره‌ها و معماری خانه‌ها استفاده شده‌است. معماری اسلامی را در ایران در آثار شاهکاری مثل مسجد شیخ لطف الله به وضوح و دقت می‌توان مورد بررسی قرار داد.

## تأثیرات

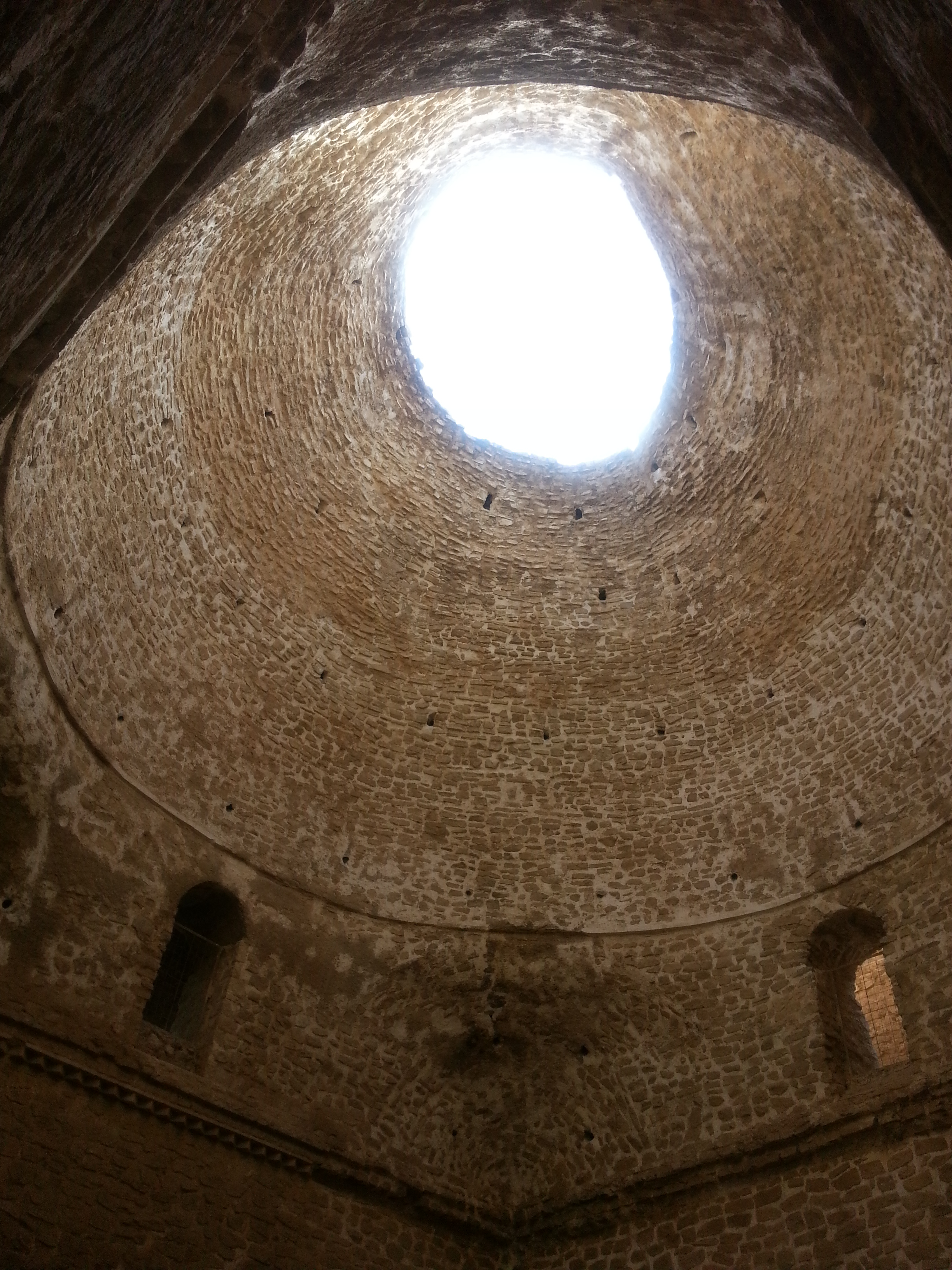
نمای داخلی کاخ اردشیر بابکان مربوط به دوره ایران قبل از اسلام. استفاده از سه کنج برای قرار دادن گنبد در بالای سازه مربعی شکل به عنوان یکی از مهم‌ترین وام‌های معماری ساسانی به معماری اسلامی شناخته می‌شود.

از قرن هشتم تا یازدهم میلادی، سبک‌های معماری اسلامی تحت تأثیر دو سبک متفاوت معماری باستان قرار گرفتند:
1. شیوه‌های یونانی-رومی: بیش از همه مناطق امپراتوری بیزانس تازه فتح شده (جنوب غربی آناتولی، سوریه، مصر و مغرب) معماران، بناها، موزائیک کارها و صنعتگران دیگری را به حاکمان جدید اسلامی عرضه می‌کردند. این صنعتگران در معماری بیزانس و هنرهای تزئینی آموزش دیدند و به سبک بیزانس که از معماری هلنیستی و روم باستان توسعه یافته بود، به ساخت و تزئین خود ادامه دادند.
2. شیوه‌های شرقی: بین‌النهرین و ایران با وجود پذیرش عناصری از سبک‌های هلنیستی و رومی، سنت‌های معماری مستقل خود را که از معماری ساسانی و پیشینیان آن نشات گرفته بود، حفظ کردند.[۱۲]

در حوزه هنر و معماری، ظهور اسلام به عنوان یک فرایند دگرگونی مداوم که از اواخر دوران باستان به دوره اسلامی منتهی است، مشاهده می‌شود. تحقیقات اولیه در مورد این منطقه، معماری اولیه اسلامی را صرفاً به عنوان شکافی با گذشته در نظر گرفته بود، که آن را ظاهراً یک شکل تحریف شده و کمتر بیانگر هنر، یا تقلید انحطاطی از اشکال معماری پسا کلاسیک بیان می‌کرد. اما مفاهیم مدرن تمایل دارند انتقال بین فرهنگ‌ها را به عنوان یک فرایند انتخابی از تصرف و تحول آگاهانه تلقی کنند. بنی امیه در این فرایند دگرگونی و در نتیجه غنی سازی سنت‌های معماری موجود، یا به تعبیر کلی‌تر فرهنگ بصری جامعه نوپای اسلامی، نقش اساسی داشتند.
مسجد قبة الصخرة در بیت‌المقدس (۶۹۱ میلادی) یکی از مهم‌ترین بناها در بین تمام بناهای اسلامی محسوب می‌شود. این طرح با الگوگیری از کلیسای مقبره مقدس و با به‌کارگیری هنرمندان مسیحی بیزانس برای اجرای موزائیک‌های پیچیده آن در زمینه طلایی، ساخته شده‌است.
نقش‌مایه متمایزکننده معماری اسلامی همیشه الگوهای ریاضیاتی منظم تکرارپذیر، سازه‌های شعاعی، ریتمیک و الگوهای هم اندازه بوده‌است. از این نظر هندسه فراکتال یک ابزار مهم و اساسی به ویژه برای مساجد و کاخ‌ها محسوب می‌شده است. از دیگر ویژگی‌های قابل توجه به عنوان نقش‌مایه می‌توان به ستون‌ها، پایه ستون‌ها و طاق‌های منظم و به هم پیچیده اشاره کرد.

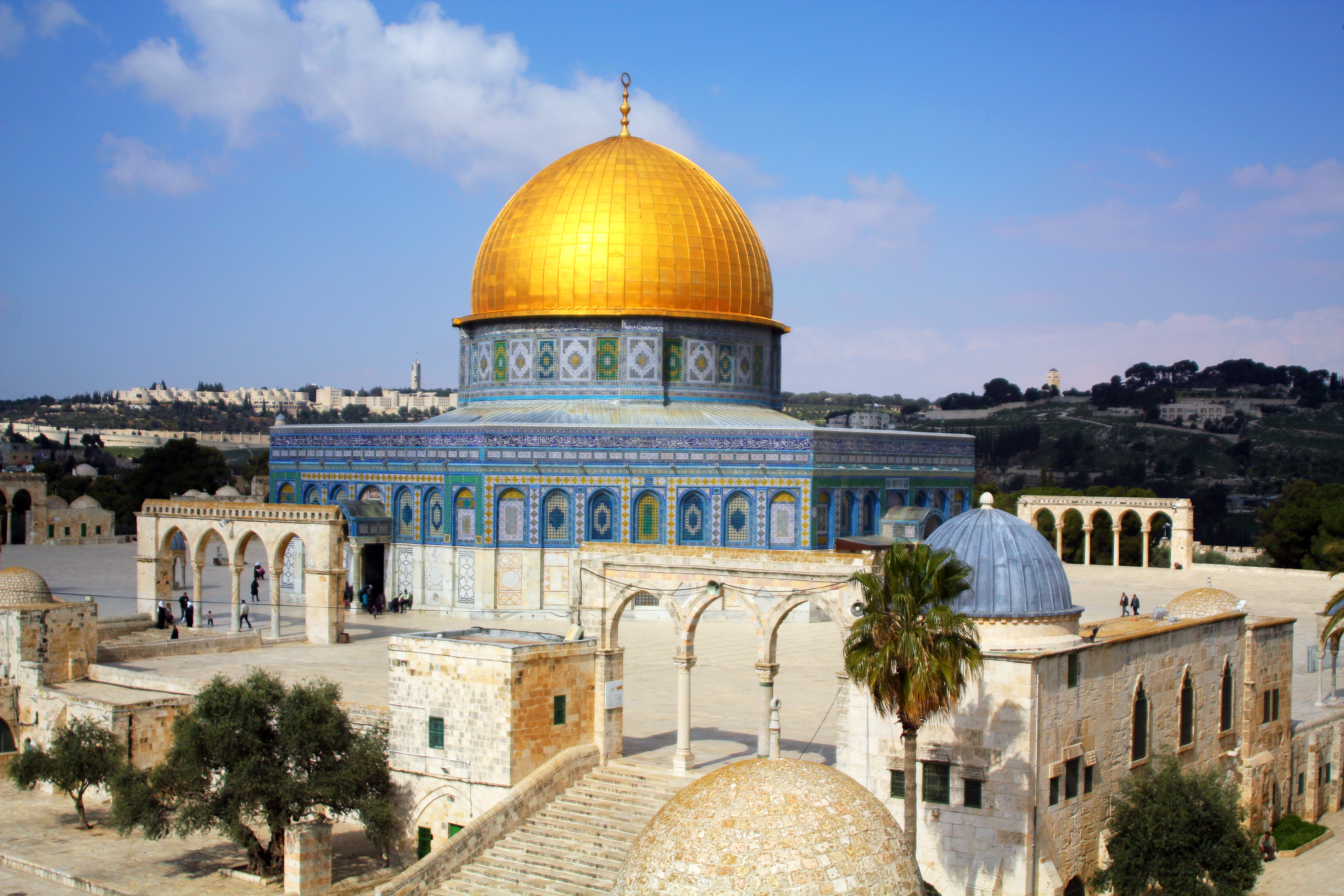
مسجد قبه الصخره در بیت المقدس
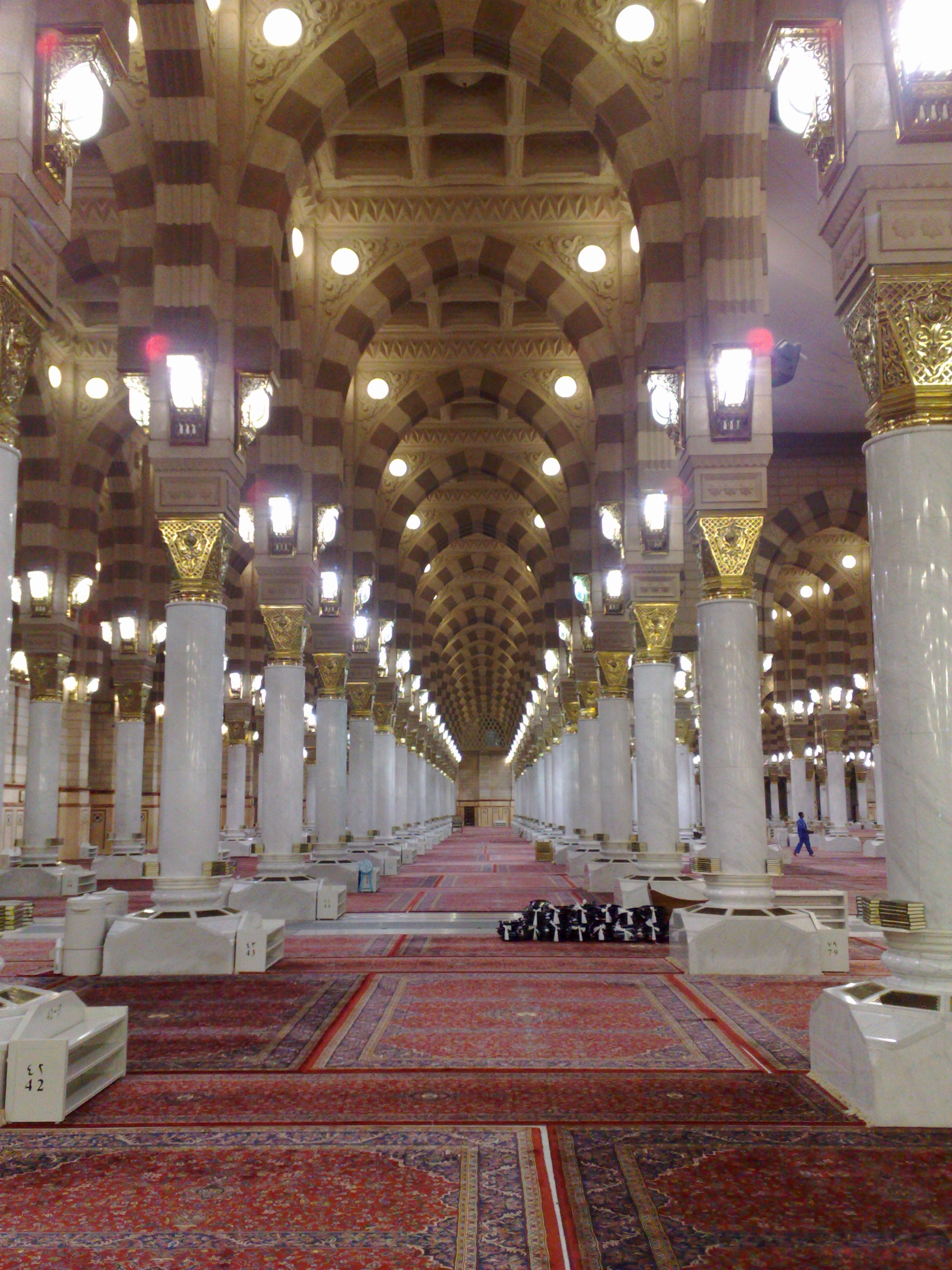
نمایی از داخل مسجد النبی، مدینه، عربستان سعودی
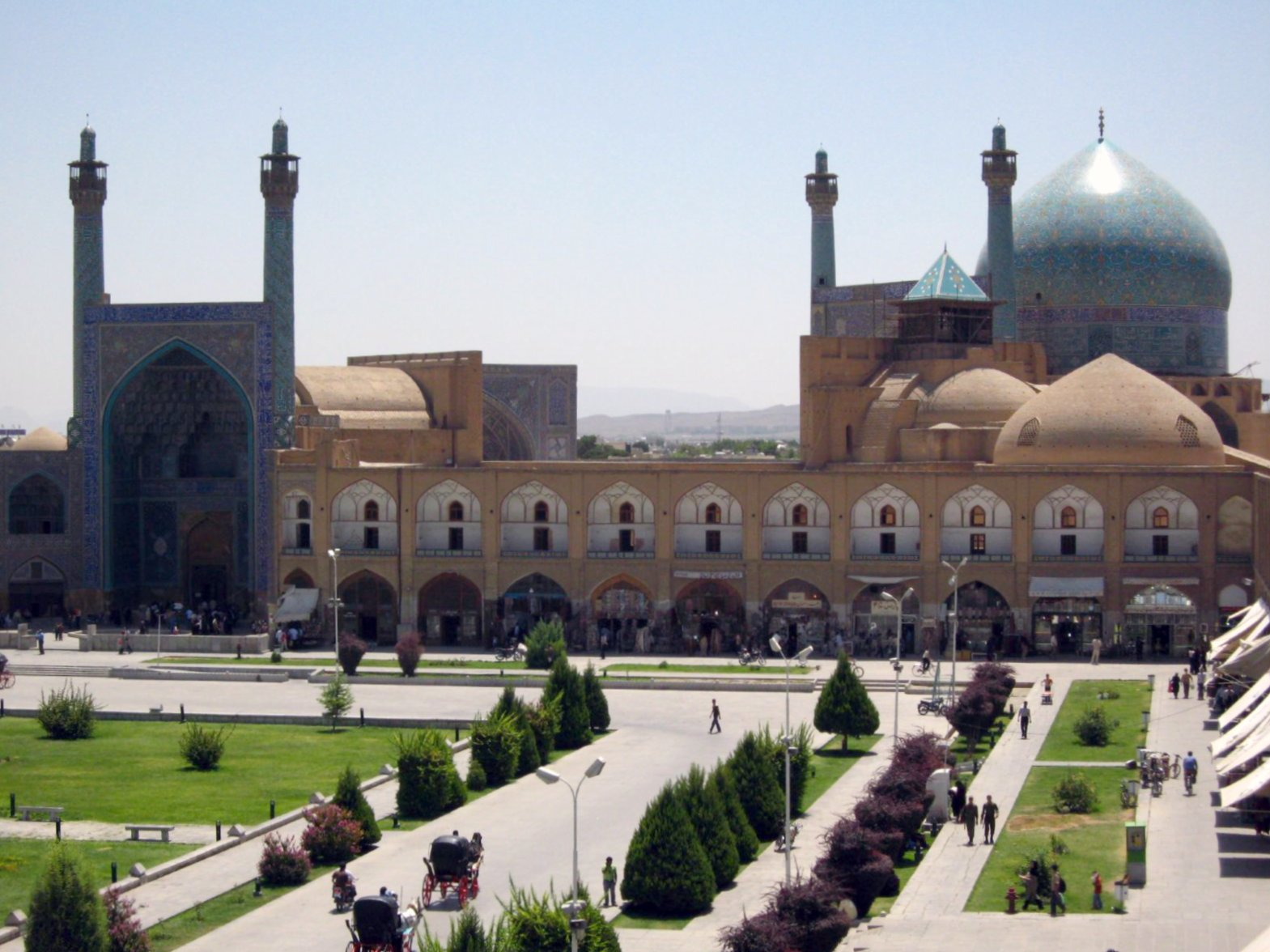
مسجد امام، اصفهان، ایران
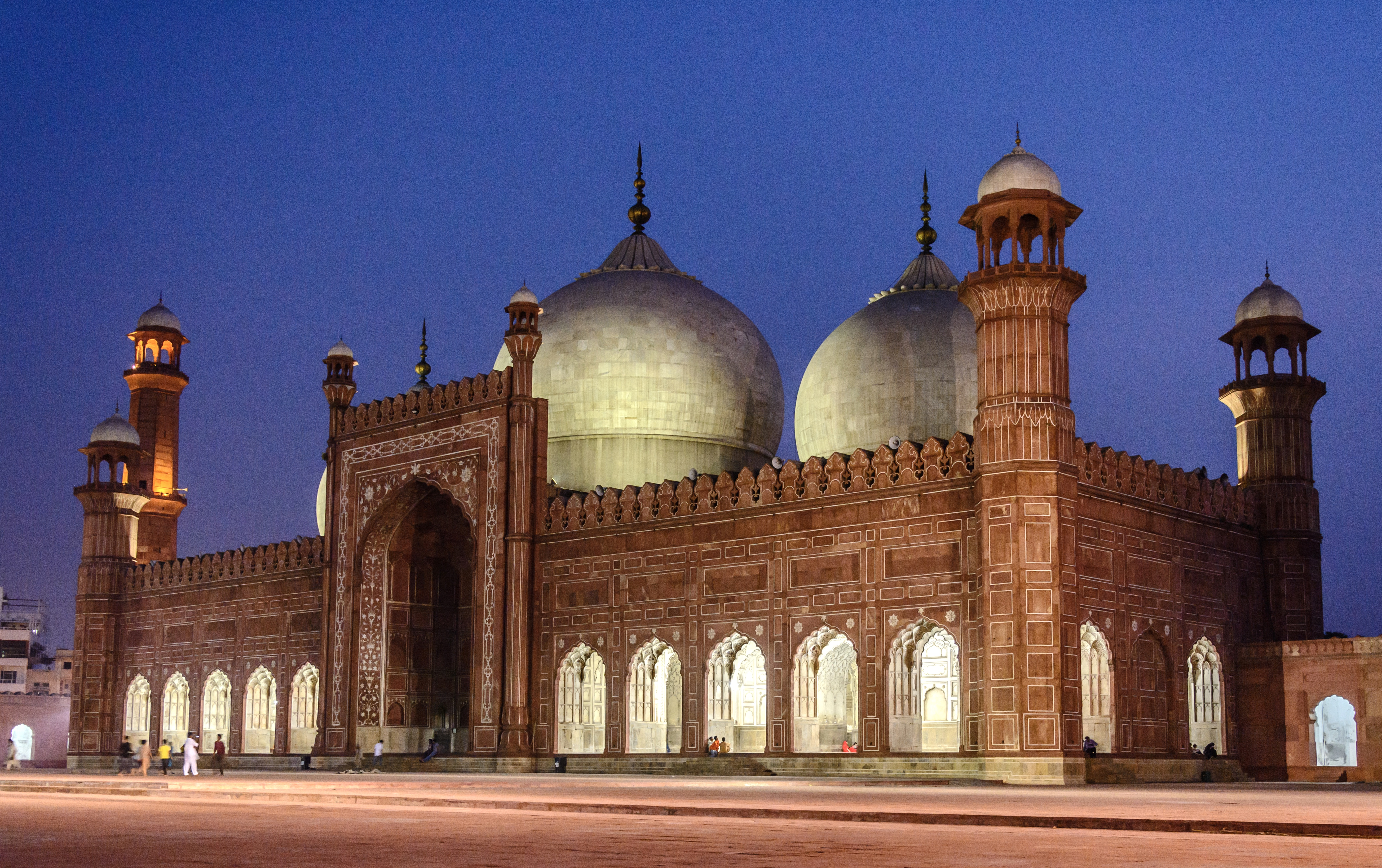
مسجد پادشاهی، در لاهور پاکستان که به سفارش اورنگ‌زیب عالمگیر در ۱۶۷۱ میلادی ساخته شد.
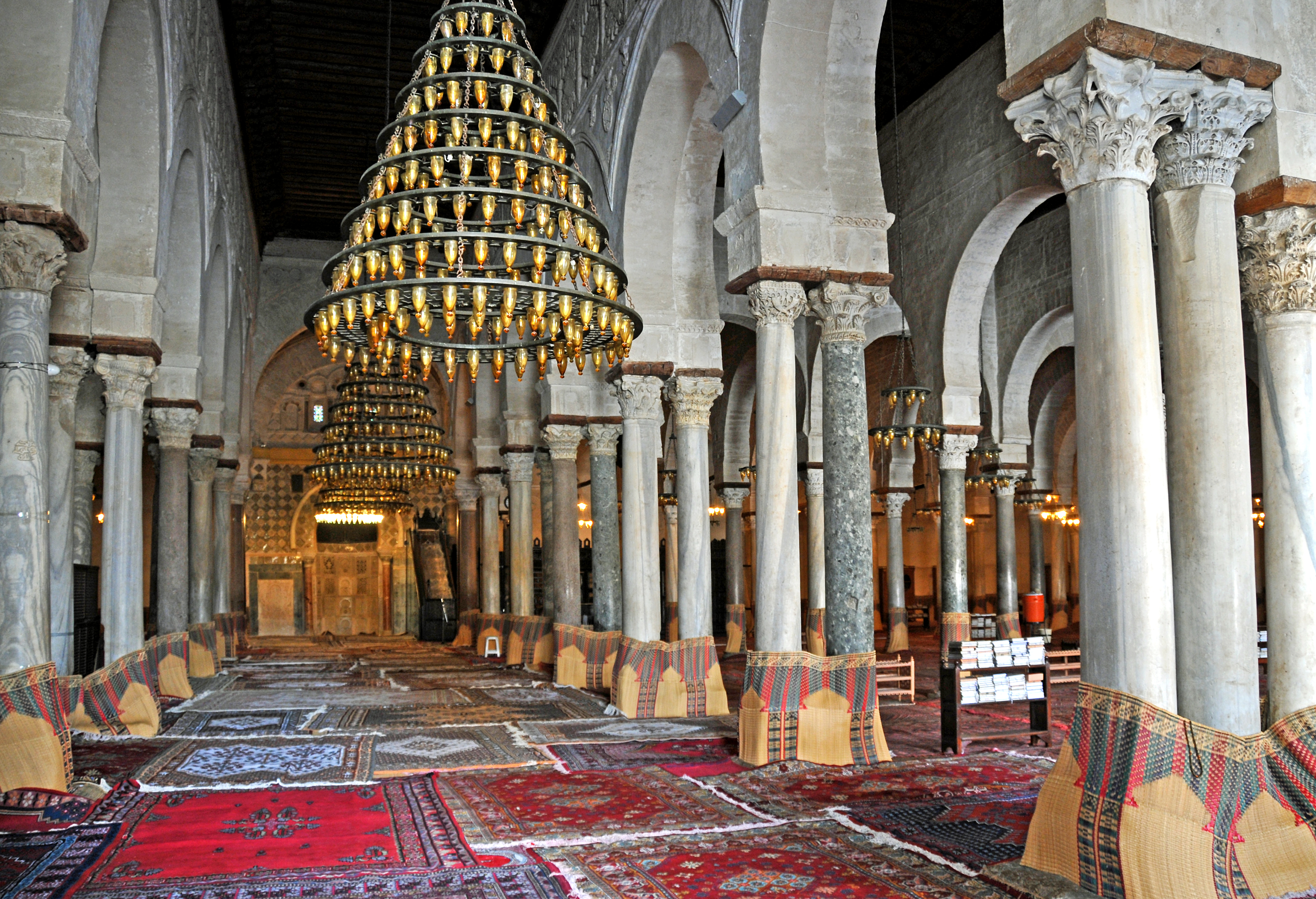
نمازخانه مسجد جامع قیروان در تونس.

## ویژگی‌ها

### باغ پردیس

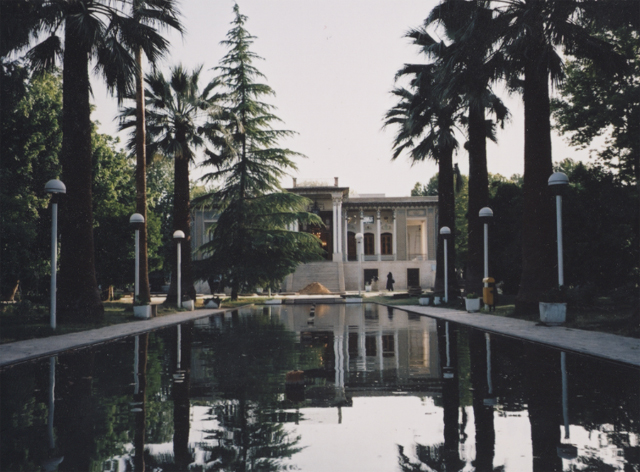
باغ عفیف‌آباد در شیراز

باغ و آب، قرن‌ها نقش اساسی در فرهنگ اسلامی داشته و اغلب با باغ‌های بهشت مقایسه می‌شود. این مقایسه از امپراتوری هخامنشی سرچشمه گرفته‌است. شکل کلاسیک باغ پردیس ایرانی، یا چهارباغ، شامل یک فضای آبیاری شدهٔ مستطیلی با مسیرهای مرتفع می‌باشد که باغ را به چهار قسمت مساوی تقسیم می‌کند.
در مطالعات باستان‌شناسی منطقه پاسارگاد، چهارباغی متعلق به دوره هخامنشی شناسایی شده‌است. باغ‌های چهل ستون (اصفهان)، باغ فین (کاشان)، باغ ارم (شیراز)، باغ شازده (ماهان)، باغ دولت‌آباد (یزد)، باغ عباس‌آباد (عباس‌آباد)، باغ اکبریه و باغ پهلوانپور که همه در ایران هستند قسمتی از میراث جهانی یونسکو محسوب می‌شوند. باغ پردیس‌های بزرگی نیز در تاج محل و آرامگاه همایون در هند، باغ شالیمار در پاکستان و باغ‌های الحمرا و ژنرالیف در گرانادای اسپانیا وجود دارند.

### صحن
صحن‌های اسلامی سنتی، هم در سازه‌های مذهبی و هم در سازه‌های غیرمذهبی یافت می‌شوند.
این صحن‌ها در ساختمان‌های مختلف کاربری‌های مختلف داشتند:
1. در ساختمان‌های مسکونی و خصوصی و غیرمذهبی: برای کاربردهای آب، زیبایی، کاشت گل و گیاه و درخت و استفاده از نورپردازی طبیعی، برای سرمایش خانه و استفاده از سایه آن در فصول گرم سال، برای تولید نسیم خنک در فصول گرم، و برای ایجاد یک فضای آزاد و ایمن برای بانوانی که برای حضور در بیرون از خانه به پوشش و حجاب کامل نیاز داشتند.
2. در مساجد: تقریباً در تمام مساجد صحن وجود دارد. صحن به آسمان آزاد دید دارد و دورتادور آن با دیوارها و اتاق‌هایی پوشیده شده‌است و گاهی با گذرگاه‌های طاقداری سایه ایجاد کرده‌است. صحن‌ها اغلب در مرکز دارای حوض و وضوخانه ای هستند. از صحن مساجد همچنین به عنوان «پاسیو» برای استراحت یا گردهمایی‌ها نیز استفاده می‌شود.

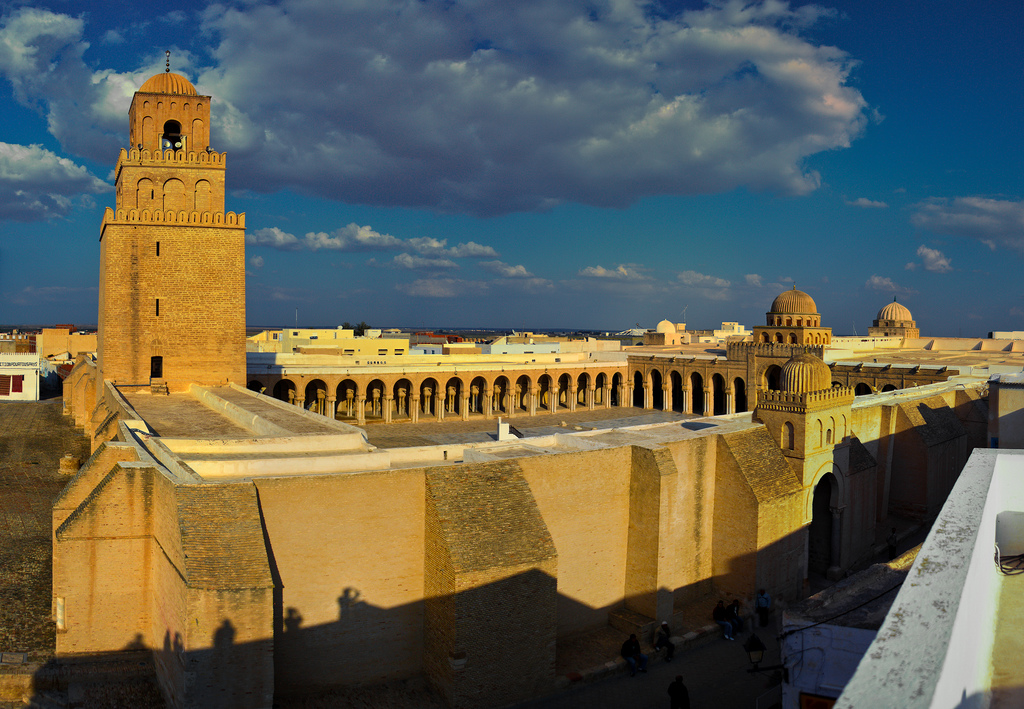
مسجد جامد قیروان در تونس دارای یک صحن بزرگ، با گذرگاه‌های طاقدار در دورتادور آن می‌باشد.

### تالار دارای سقف مبتنی بر ردیف ستون (Hypostyle)
تصور می‌شود که تالارهای مسقف ستوندار از تالارهای دوره ایران هخامنشی ("آپادانا") برداشت شده باشد. این طرح در اصل از معماری سبک-رومی بازیلیکا که دارای حیاطی با ستون‌های فراوان می‌باشد، برداشته شده‌است، که نمونه آن فروم تروجان در روم می‌باشد. خانه‌های رومی، توسعه یافته ساختمان‌های یونانی آگورا هستند. در معماری اسلامی، تالارهای مسقف ستوندار، ویژگی اصلی مسجدهای هایپواستایل محسوب می‌شوند. یکی از نمونه‌های اولیه مسجدهای هایپواستایل در اسلام، مسجد تاریخانه در ایران است، که مربوط به قرن هشتم میلادی است.

### طاق
در بناهای اسلامی، طاق دو سبک معماری متمایز را دنبال می‌کند: در حالی که معماری بنی امیه، سنت‌های سوری قرن ششم و هفتم را ادامه دادند، معماری اسلامی شرقی عمدتاً تحت تأثیر سبک‌ها و اشکال ساسانی قرار گرفتند.

#### قوس‌های دیافراگمی اموی و طاق‌های بشکه ای
ساختمان‌های دوره اموی، در سازه‌های طاق آنها، ترکیبی از سنت‌های معماری روم باستان و فارسی را نشان می‌دهند. قوس‌های دیافراگمی با سقف‌های سنگ سردر، ساخته شده از چوب یا تیرهای سنگی، یا، با طاقچه‌های بشکه‌ای، از دوره کلاسیک و نبطی‌ها در شام شناخته شده بودند. این طاق‌ها عمدتاً برای پوشاندن خانه‌ها و آب انبارها مورد استفاده قرار می‌گرفت. با این حال، شکل معماری پوشش قوس‌های دیافراگمی با طاق‌های بشکه‌ای، به احتمال زیاد از معماری ایران معرفی شدند، زیرا طاق‌های مشابه قبل از ورود امویان در بلاد الشام شناخته نشده بودند.

#### آندلس (اسپانیای مسلمان)
به‌طور کلی تصور می‌شود که سیستم دو قوس طاق‌های مسجد-کلیسای جامع کوردوبا از قنات‌های رومی، مانند قنات مجاور لوس میلاگورس الهام گرفته شده باشد. ستون‌ها به وسیله قوس‌های نعل اسبی شکل به یکدیگر متصل شده‌اند و ستون‌های ساپورت آجری، که خود با قوس‌های نیم دایره‌ای به هم متصل شده‌اند، از سقف چوبی محافظت می‌کنند.

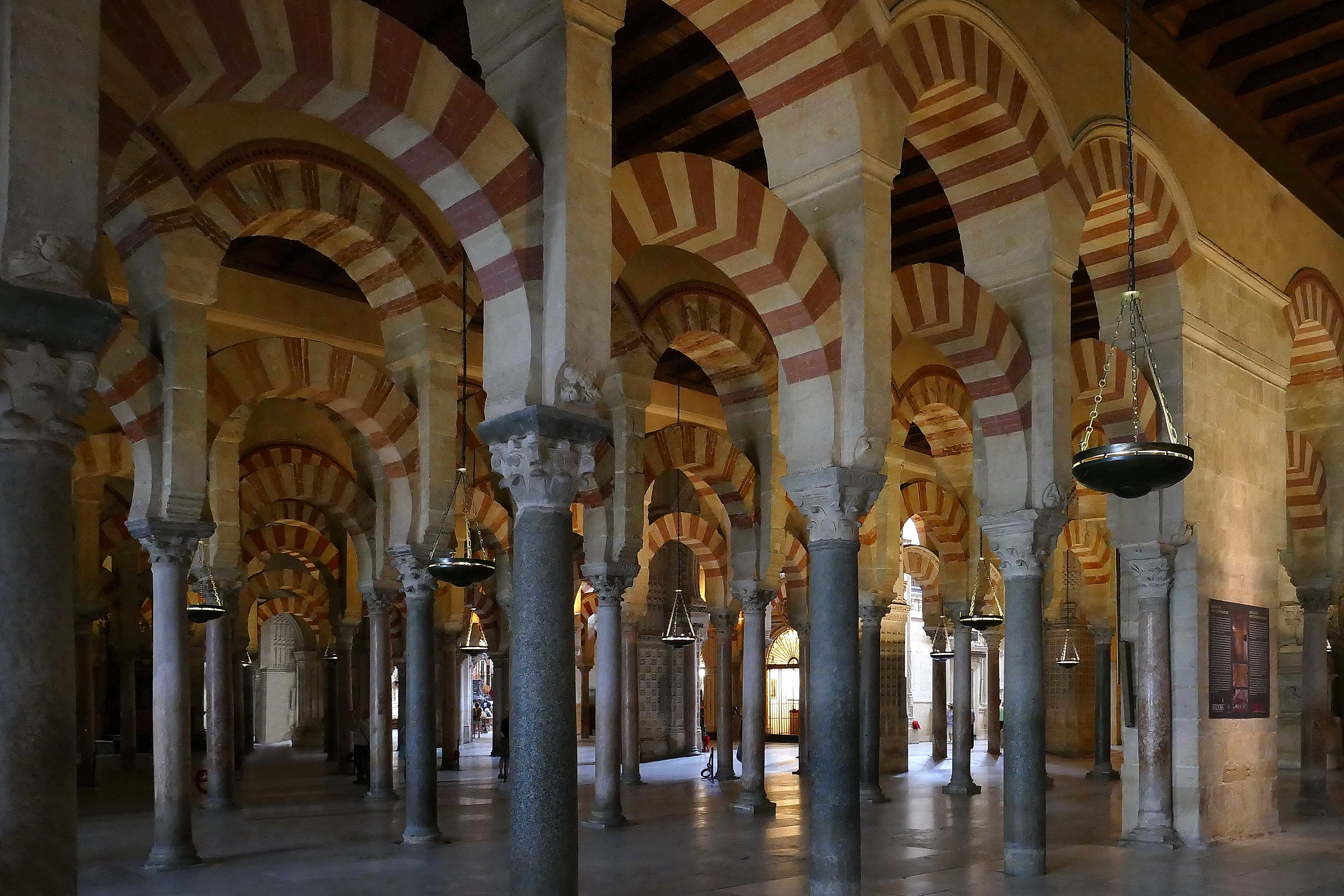
گذرگاه‌های طاقدار مسجد-کلیسای جامع کوردوبا
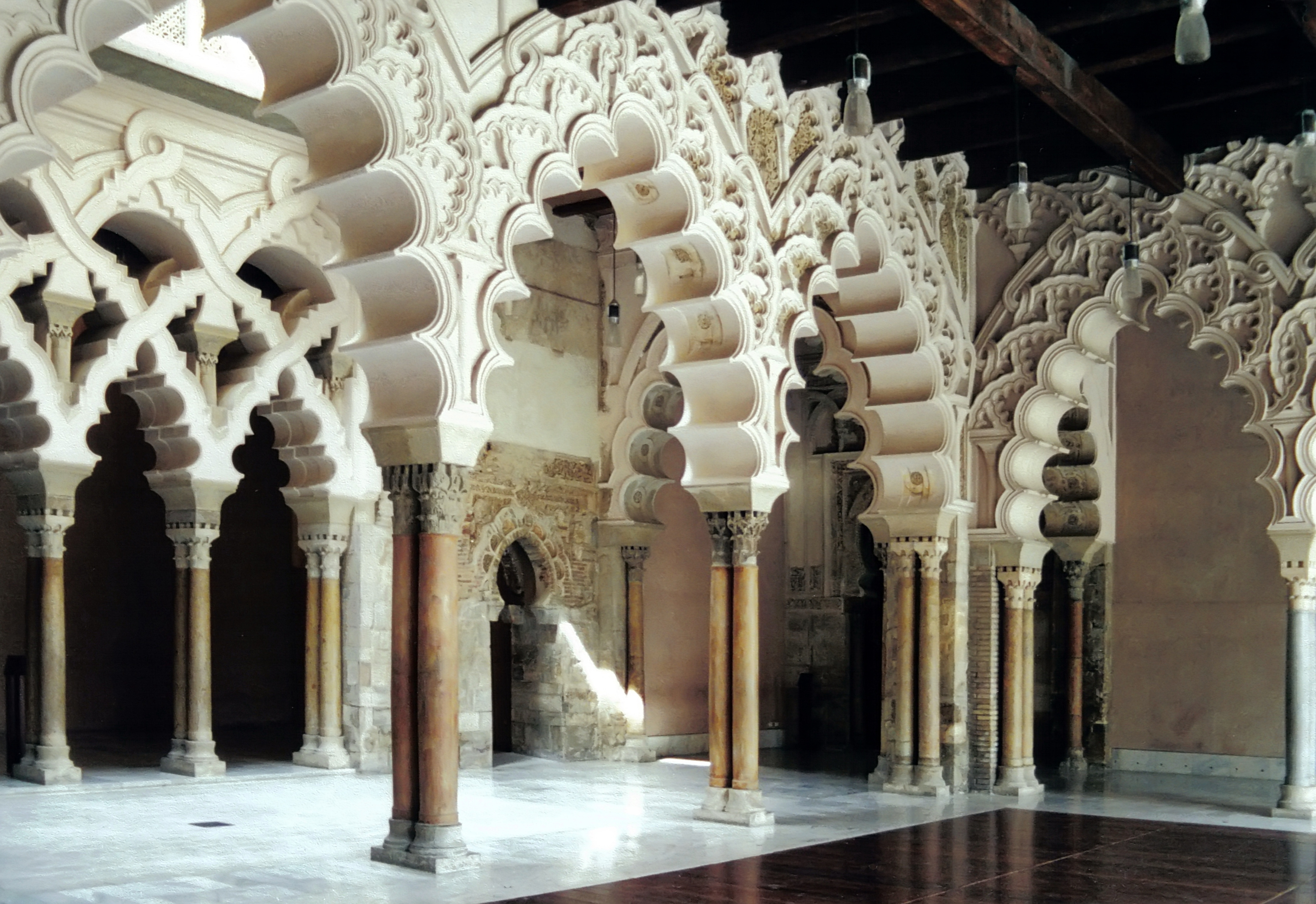
گذرگاه طاقدار در کاخ الجعفریه، زاراگوزا

طاق‌های آجدار مسجد-کلیسای جامع کوردوبا به عنوان نمونه‌ای برای بناهای بعدی مساجد در غرب اسلامی اندلس و مغرب به کار برده شد. گنبد مرکزی مسجد اعظم تلمسان، شاهکاری که در سال ۱۰۸۲ میلادی توسط حکومت مرابطون ساخته شد، دارای دوازده ستون باریک است، و پوسته بین دنده‌ها پر از ریزه کاری‌های گچبری است.

#### ایران
مسجد جامع اصفهان به دلیل سابقه طولانی در ساخت و بازسازی و گذراندن زمان از حکومت عباسیان تا سلسله قاجار و حفاظت عالی انجام شده از آن، نمونه بسیار خوبی برای مرور تجربیات معماران اسلامی است که با سازه‌های پیچیده طاقدار انجام داده‌اند.
سیستم سه‌کنج، که سازه‌ای است که در گوشه‌های فوقانی یک اتاق مربع پر می‌شود تا پایه‌ای برای دریافت یک گنبد هشت ضلعی یا کروی شکل بگیرد، قبلاً در معماری ساسانی شناخته شده بود. بر روی مثلث‌های کروی سه‌کنج‌ها تقسیمیات بیشتری انجام شده‌است و طاقچه‌های بیشتری ایجاد شده که باعث ایجاد یک فعل و انفعال پیچیده گشته و تشکیل یک الگوی فضایی زینتی داده که وزن سازه را پنهان می‌کند.
«طاق آجدار غیر شعاعی»، طاق‌های دنده داری که گنبد بر روی آنها سوار شده‌است، از ویژگی‌های معماری طاق اسلام شرقی است. از ابتدای ابداع آن در مسجد جامع اصفهان، از این شکل طاق در سلسله بناهای مهمی تا دوره معماری صفوی استفاده شده‌است.
با اینکه دنده متقاطع ویژگی اصلی معماری سلجوقی بوده‌است، این دنده‌ها در دوره‌های بعدی در پشت عناصر معماری دیگر پنهان شدند، که نمونه آن آرامگاه سلطان احمد سنجر در مرو می‌باشد، تا اینکه نهایتاً به صورت کامل پشت پوسته دولایه گچبری گنبد مخفی سازی شدند، که نمونه آن عالی قاپو در اصفهان می‌باشد.

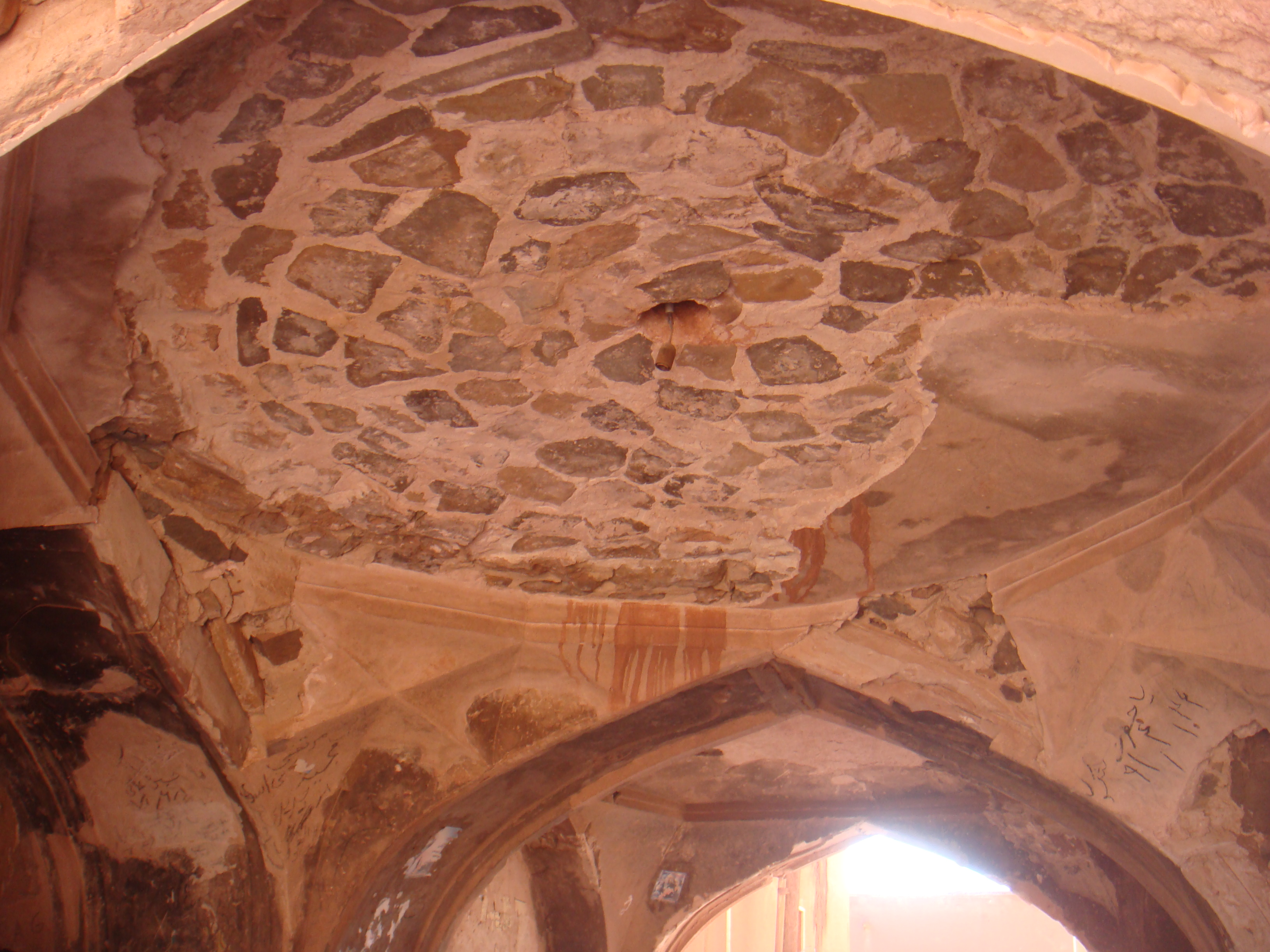
گنبد و چهارطاق آتشکده هارپاک در ابیانه
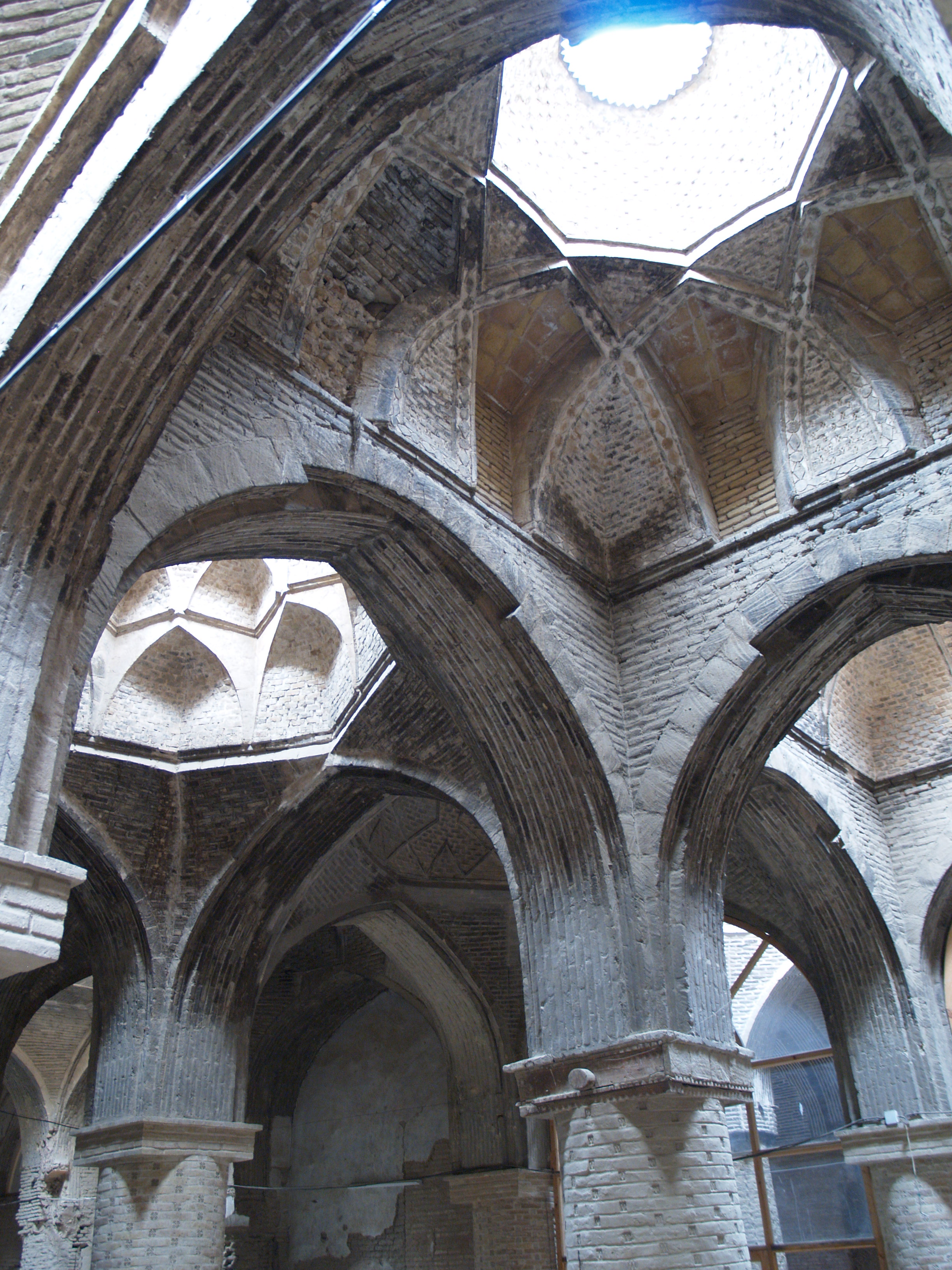
طاق دنده ای غیر شعاعی در مسجد جامع اصفهان
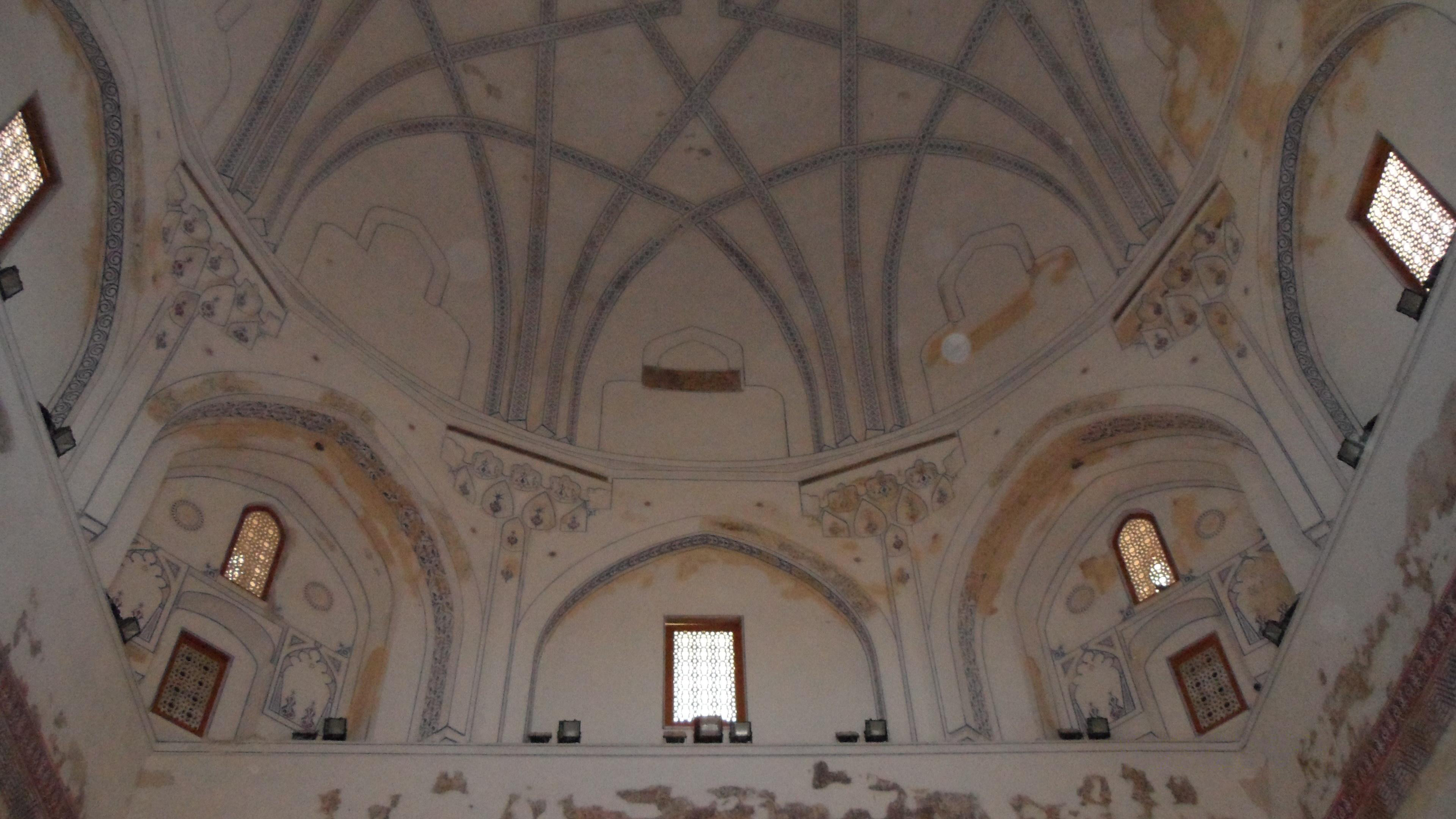
طاق آرامگاه سلطان سنجر در مرو
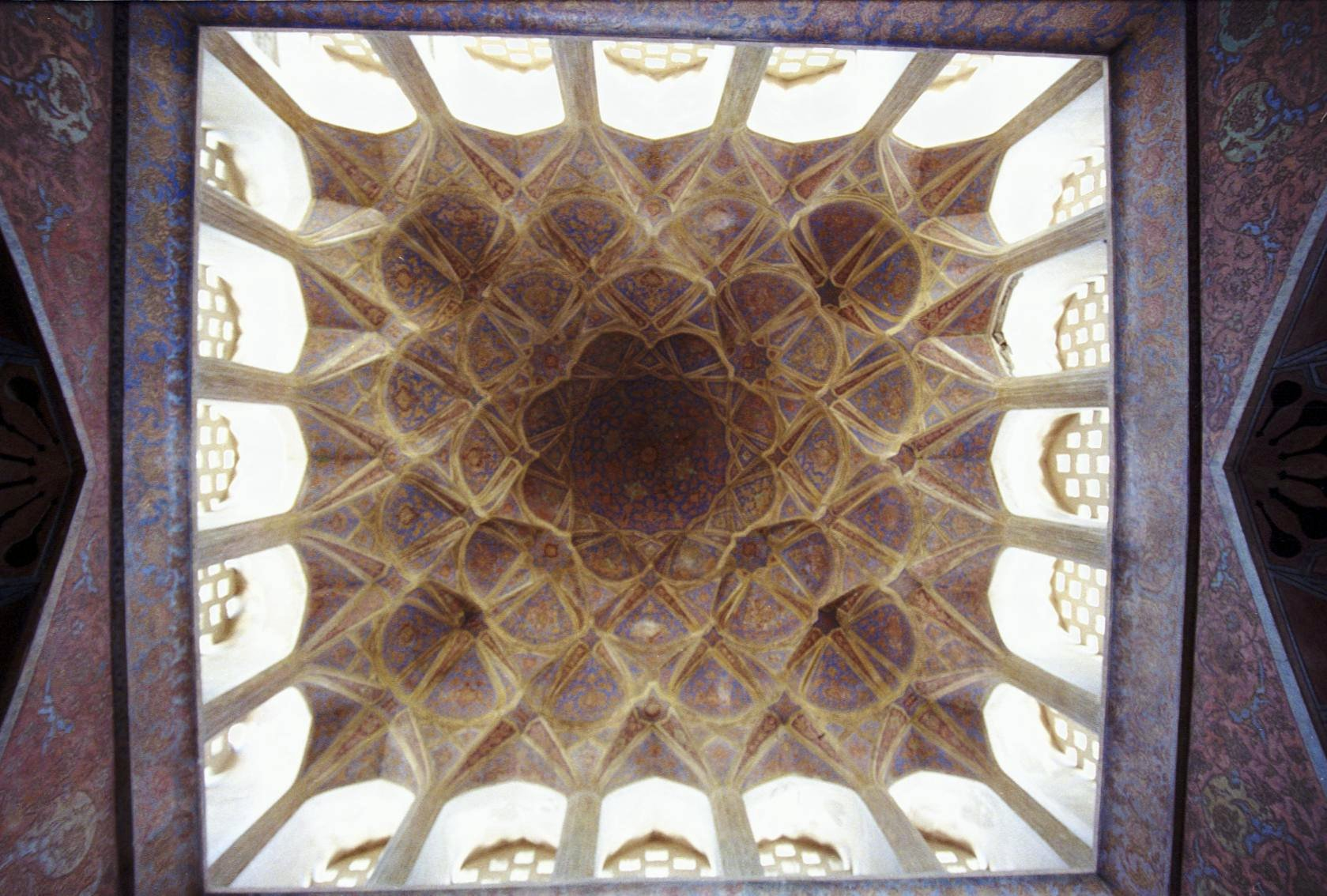
گنبد بالایی عالی قاپو در اصفهان

### گنبد
بر اساس الگوی گنبدهای بیزانس از قبل موجود، معماری عثمانی شکل خاصی از بنای یادبود و نمایشی را توسعه داد: گنبدهای پهن مرکزی با قطرهای بزرگ که در بالای یک ساختمان مرکزی بنا شده‌است. با وجود وزن بسیار زیاد، گنبدها تقریباً بی وزن به نظر می‌رسند. برخی از بناهای گنبدی بسیار دقیق توسط معمار عثمانی، معمار سنان ساخته شدند.

معمار سنان مشکلات ساختاری گنبد هاجیا سوفیا را با ساختن سیستمی از ستون‌های متقارن مرکزی با نیم گنبدهایی در پهلو، حل کرد، که نمونه‌های آن مسجد سلیمانیه، مسجد رستم پاشا و مسجد سلیمیه می‌باشند. ساختار مسجد سلیمیه در تاریخ هیچ سابقه ای ندارد. تمام عناصر بنا منوط به گنبد بزرگ آن است.

شماتیک یک گنبد آویزی
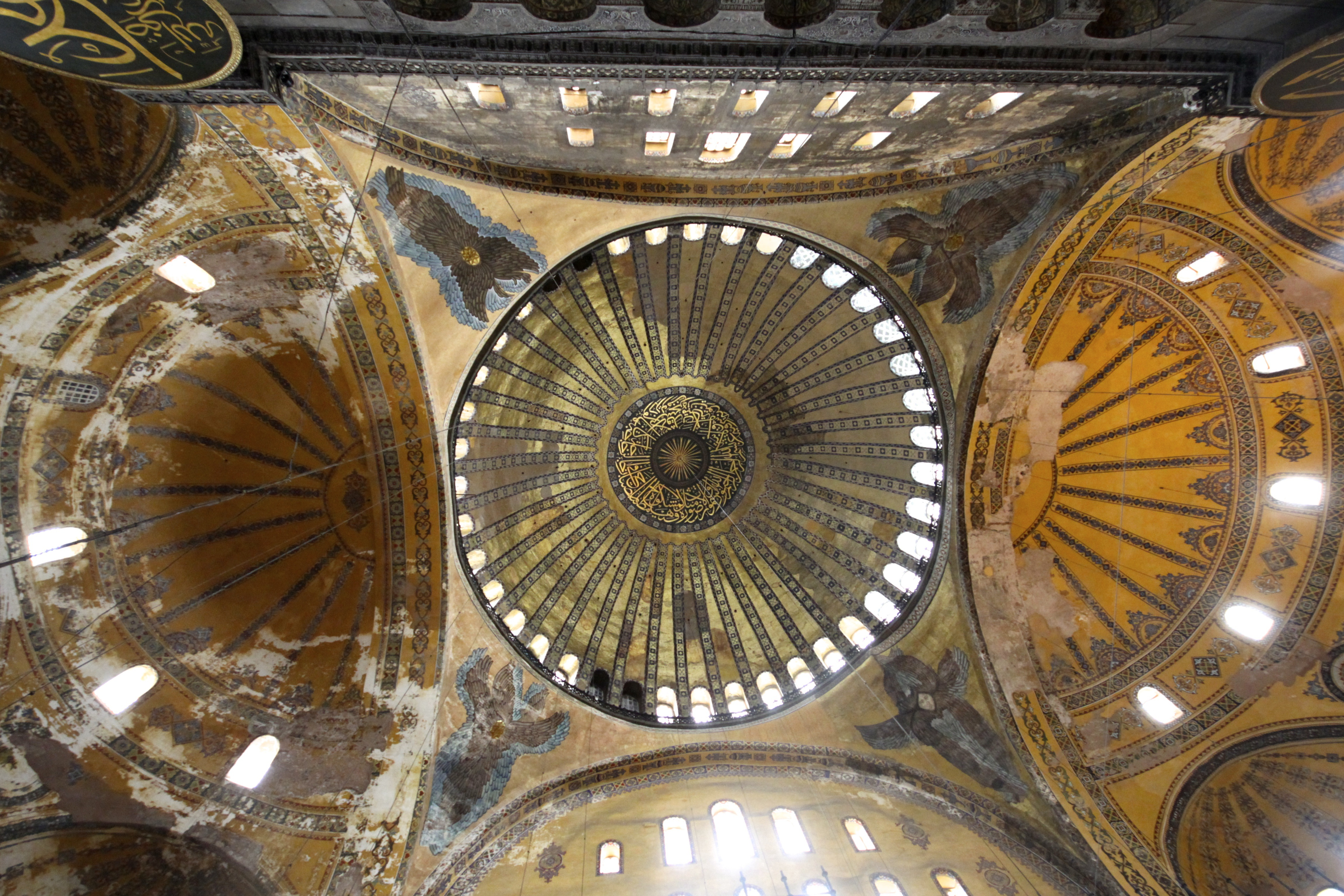
گنبدهای مرکزی ایا صوفیه
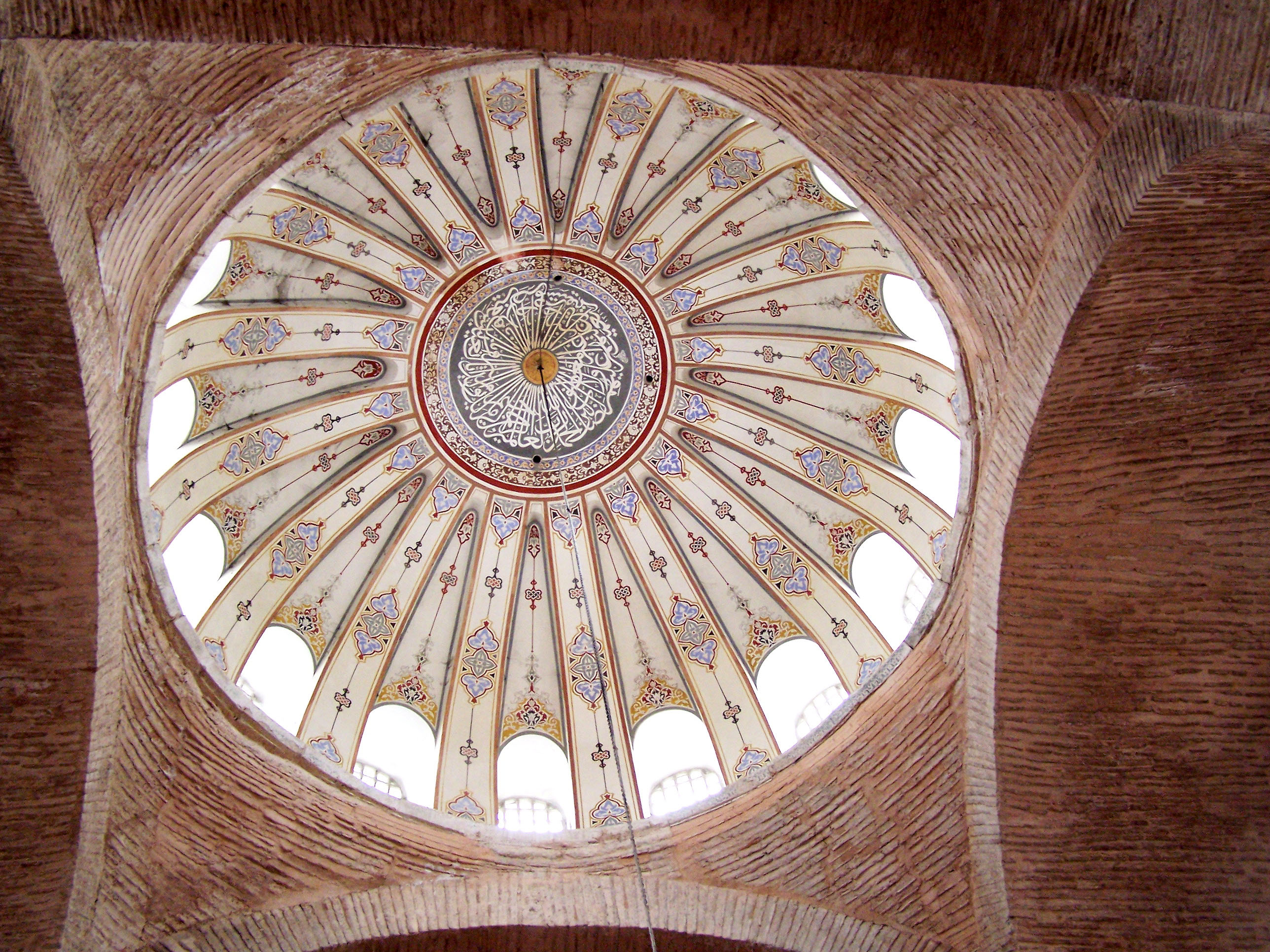
گنبد مسجد قلندرخانه
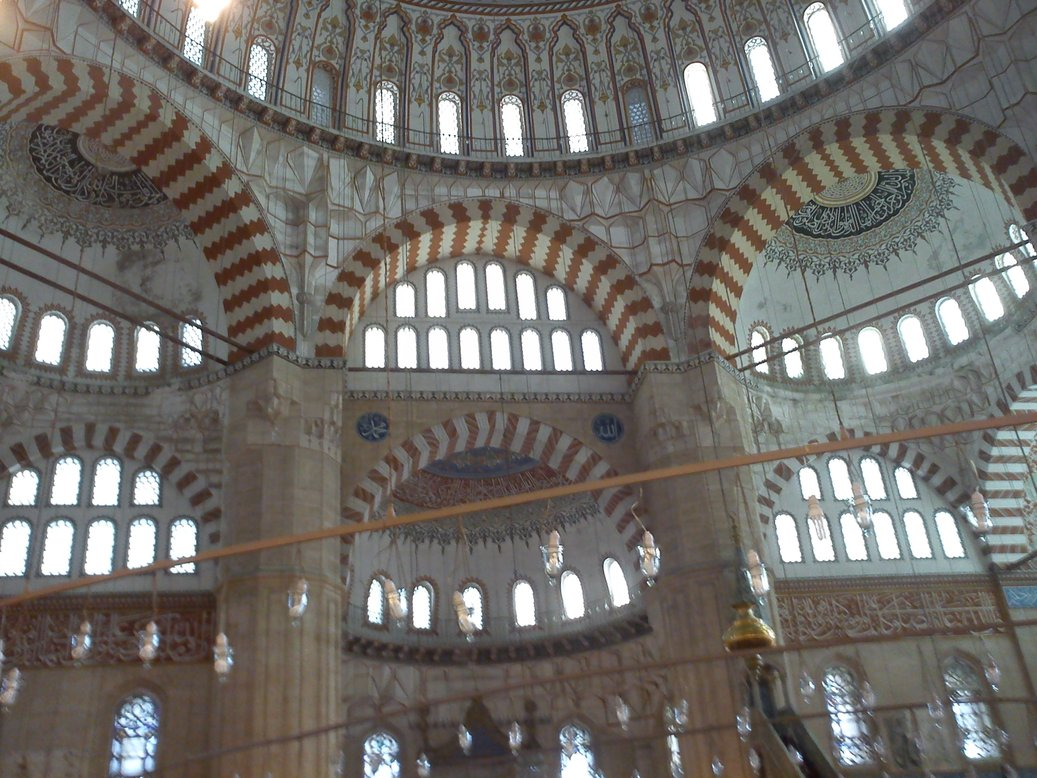
مسجد سلیمانیه
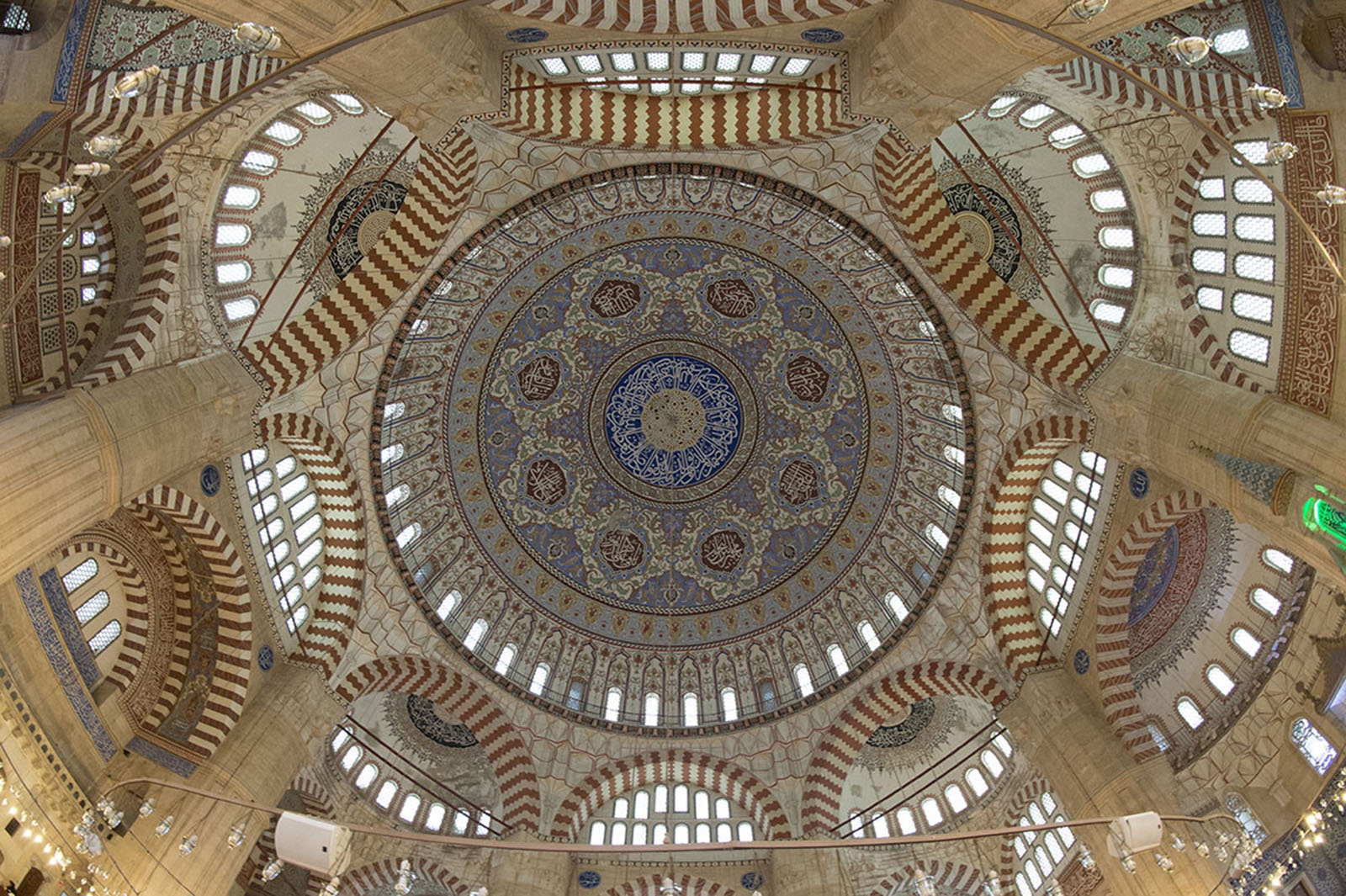
نمای داخلی گنبد مسجد سلیمیه
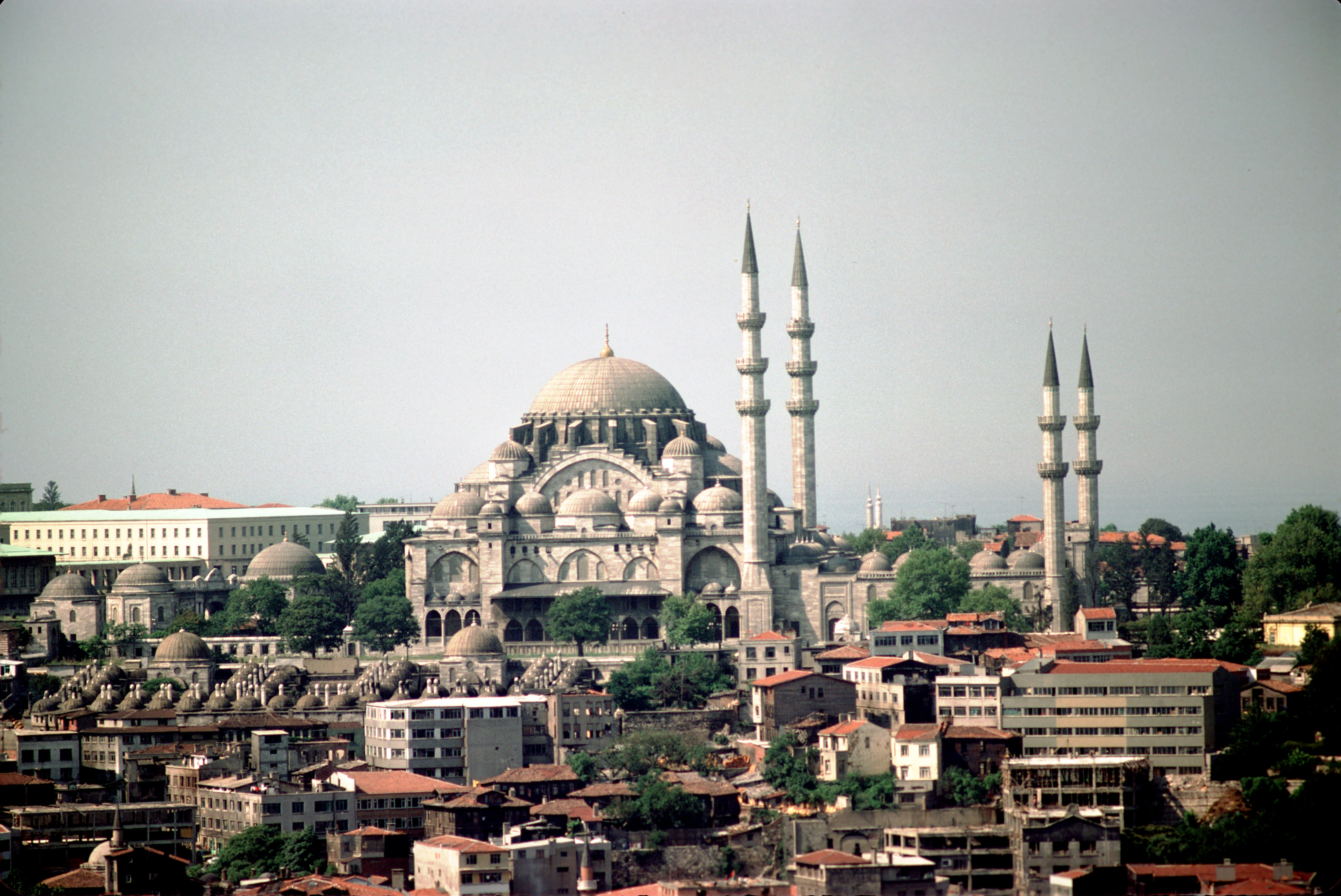
نمای بیرونی گنبد و مسجد سلیمانیه

### مقرنس
عنصر معماری مقرنس در شمال شرقی ایران و مغرب در اواسط قرن ۱۰ میلادی توسعه داده شد. این تزئین از تقسیم هندسی سازه طاق به اجزای مینیاتوری، تشکیل یافته از تقسیمات زیرسازه‌ای طاق‌های نوک تیز، ساخته می‌شود.

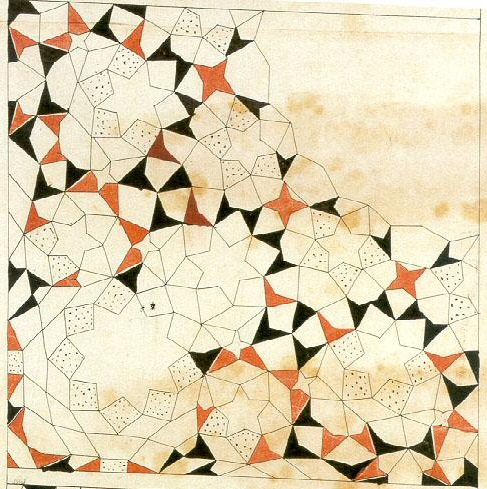
طراحی مقرنس ربع طاق
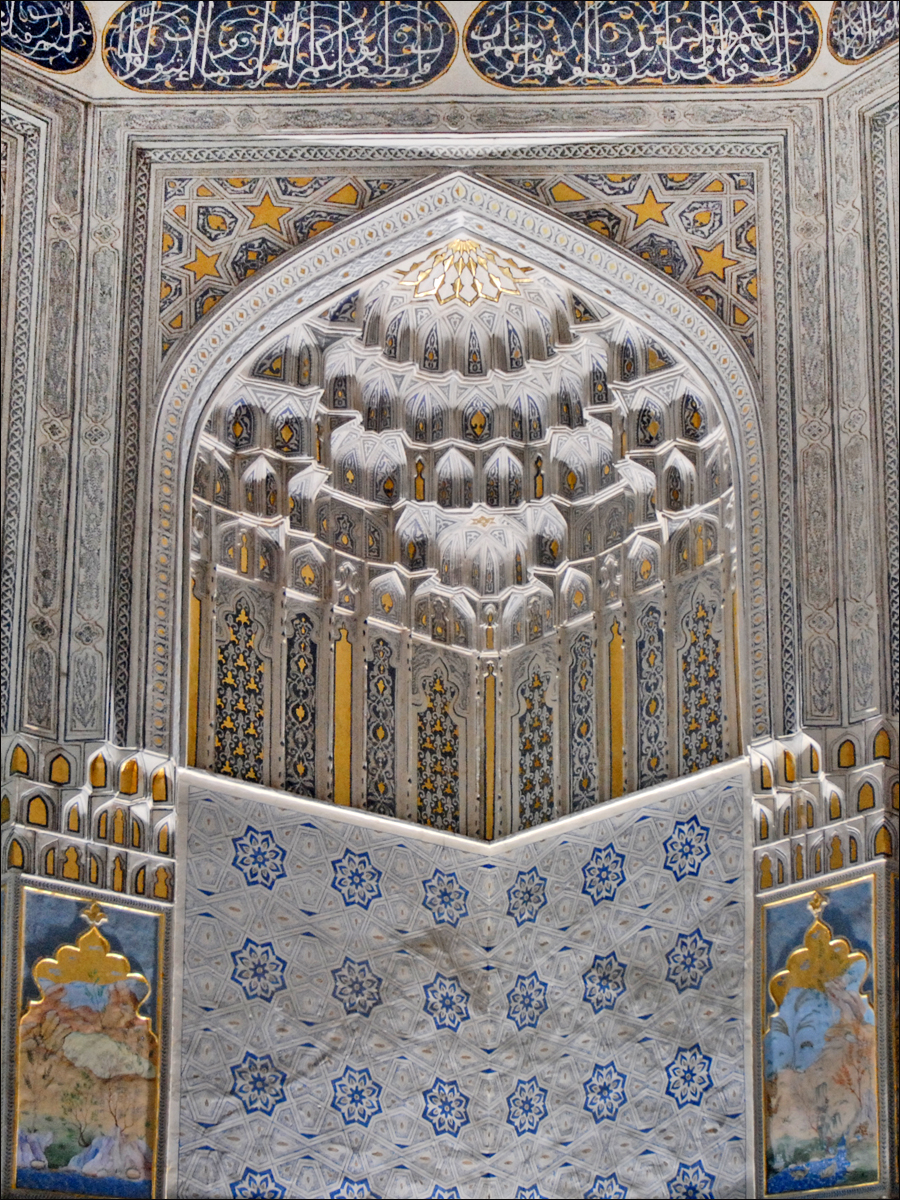
مقرنس کاری در آرامگاه شاه زنده در سمرقند
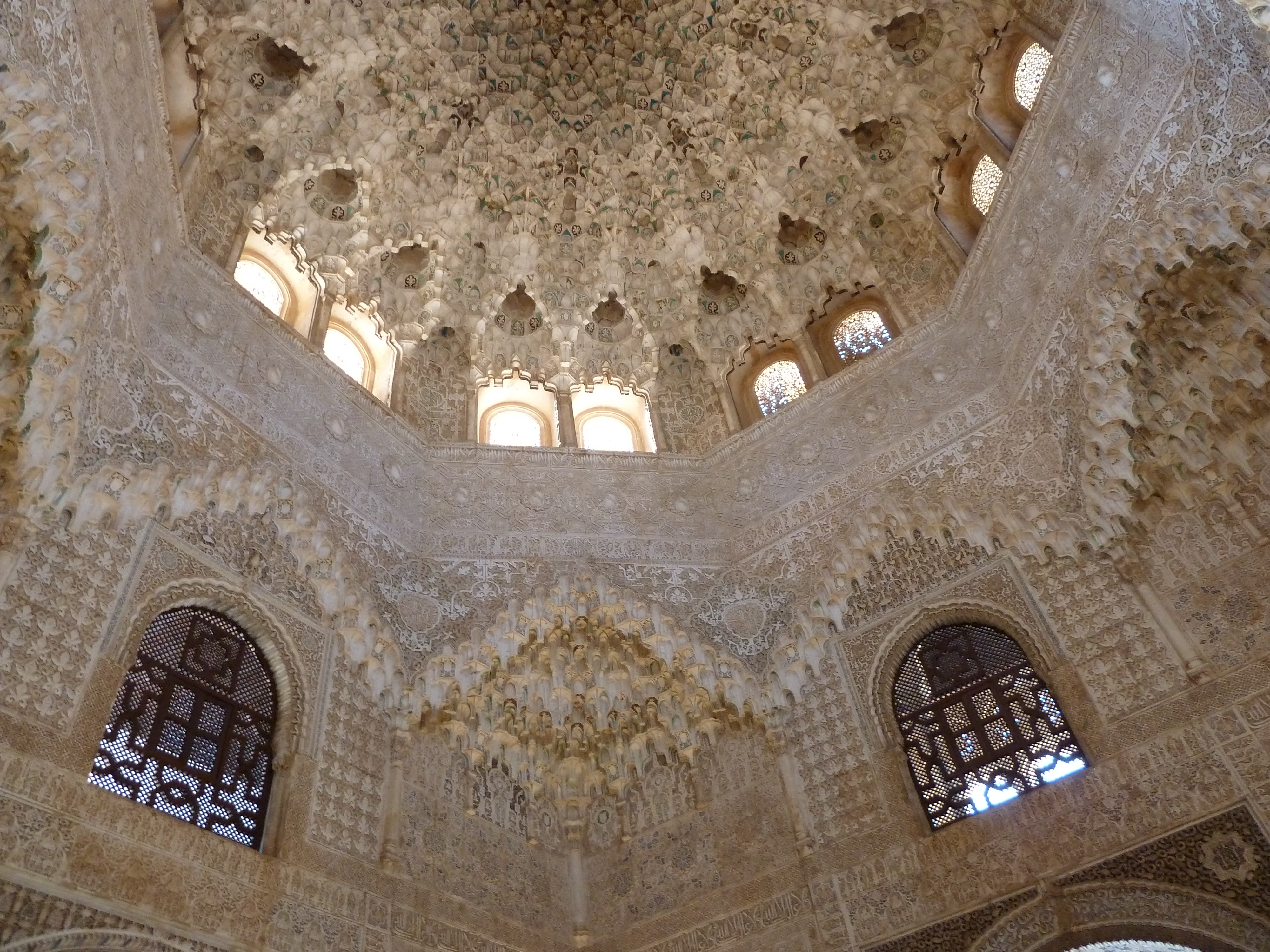
مقرنس کاری در الحمرا
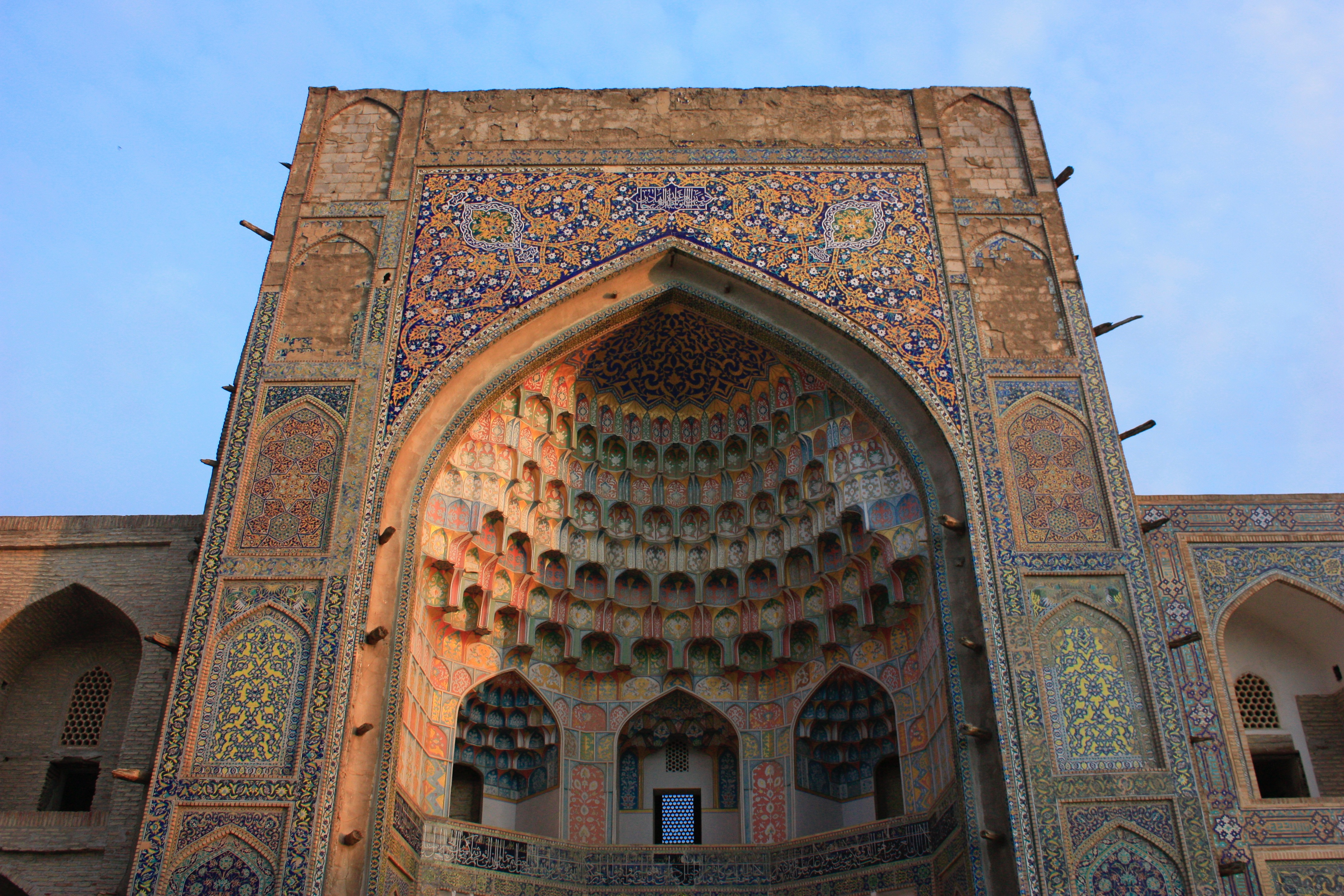
مقرنس کاری در یک مسجد سبک ایرانی در بخارا، ازبکستان

### تزئینات و زینت
به عنوان یک ویژگی مشترک، معماری اسلامی از اشکال زینتی خاصی استفاده می‌کند، از جمله الگوهای ریاضی پیچیده، طرح‌های هندسی استادانه و الگوهای درهم تنیده، نقوش گل مانند اسلیمی و کتیبه‌های خوشنویسی دقیق، که برای تزئین ساختمان هستند، و کاربری ساختمان را توسط آن مشخص می‌کنند. برای مثال، کتیبه‌های خوشنویسی تزئین گنبد مسجد قبه الصخره شامل آیاتی از قرآن هستند (به عنوان مثال، قرآن ۱۹: ۳۳–۳۵) که به معجزه عیسی اشاره دارد.
فرم‌های هندسی یا گل‌های بهم پیوسته، که با هم جمع شده‌اند، الگویی بی‌نهایت تکرار شده را تشکیل می‌دهند که فراتر از دنیای مادی قابل مشاهده است. برای بسیاری در جهان اسلام، این تزئینات نمادی از مفهوم اثبات نامتناهی از وجود یک خدای ابدی هستند. در دنیای اسلام و در تزئینات مساجد به جای نقاشی حیوانات یا انسان، از طرح‌ها و نقش و نگار زیبای گل‌ها و نقوش تکرارپذیر استفاده می‌شود چرا که برخی از مسلمانان معتقدند استفاده از این نقوش در تزئینات مساجد حرام و ممنوع می‌باشد.
خوشنویسی به‌طور حتم با احترام‌ترین شکل هنر اسلامی است زیرا پیوندی بین زبان مسلمانان با دین اسلام برقرار کرده‌است. کتاب مقدس اسلام، یعنی قرآن، نقش مهمی در رشد زبان عربی و در نتیجه هنر خوشنویسی داشته‌است.

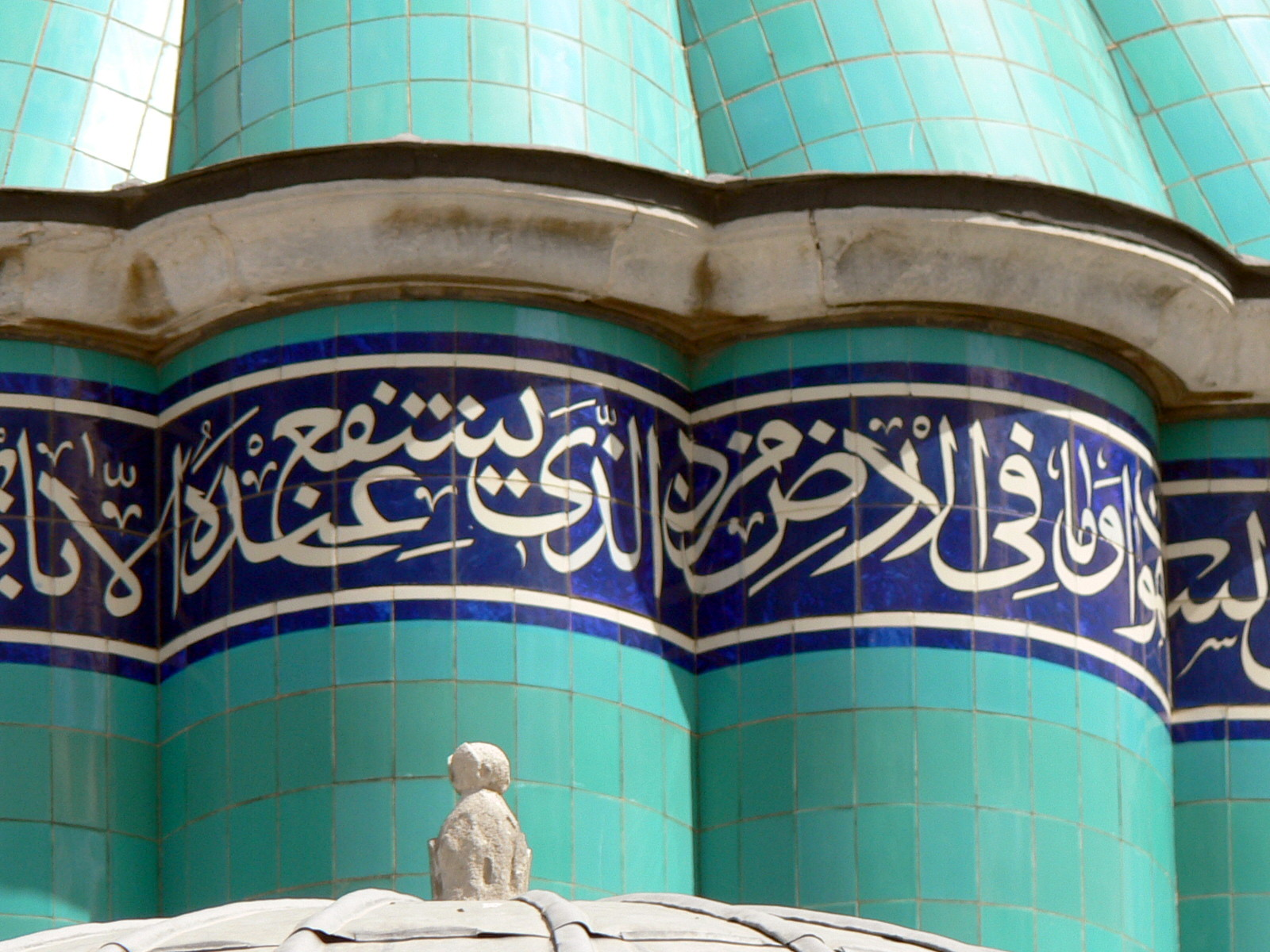
نقوش اسلیمی بر روی گنبد موزه مولانا
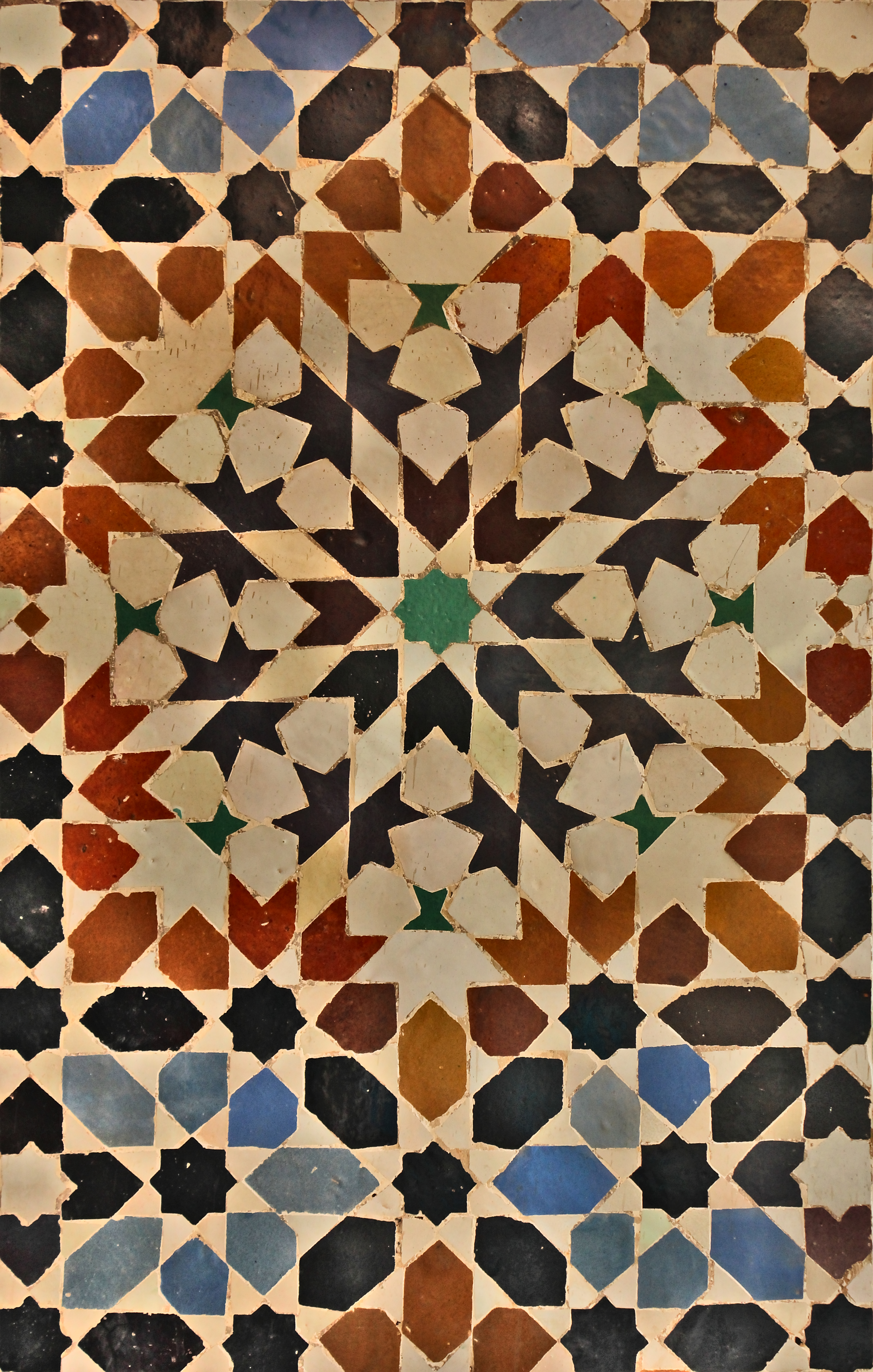
کاشی کاری
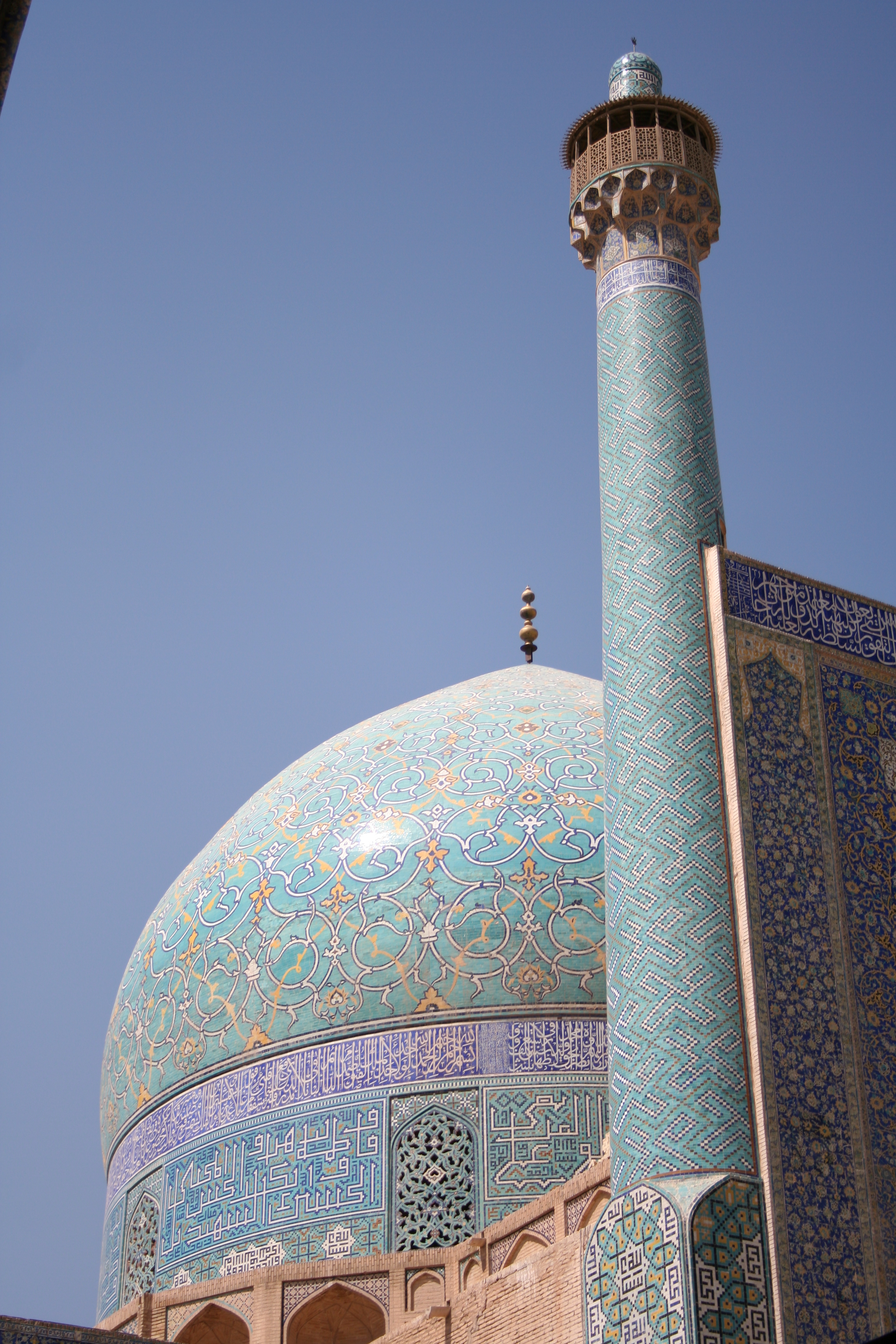
گنبد مسجد شاه در اصفهان که با نقوش اسلیمی تزئین شده‌است.
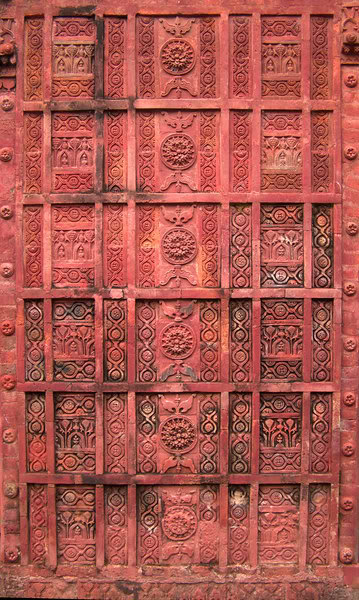
تزئینات در یک مسجد بنگلادشی متعلق به قرن ۱۷ میلادی

### فرم‌های معماری
اشکال بسیاری از معماری اسلامی در مناطق مختلف جهان اسلامی تکامل یافته‌است. از معماری‌های برجسته اسلامی می‌توان به ساختمان‌های اولیه عباسی، مساجد T-شکل و مساجد گنبد-مرکزی آناتولی اشاره کرد. ثروت نفتی قرن بیستم کشورهای اسلامی، ساخت و سازهای مساجد زیادی را با طرح‌های معماران برجسته نوین به دنبال داشته‌است.

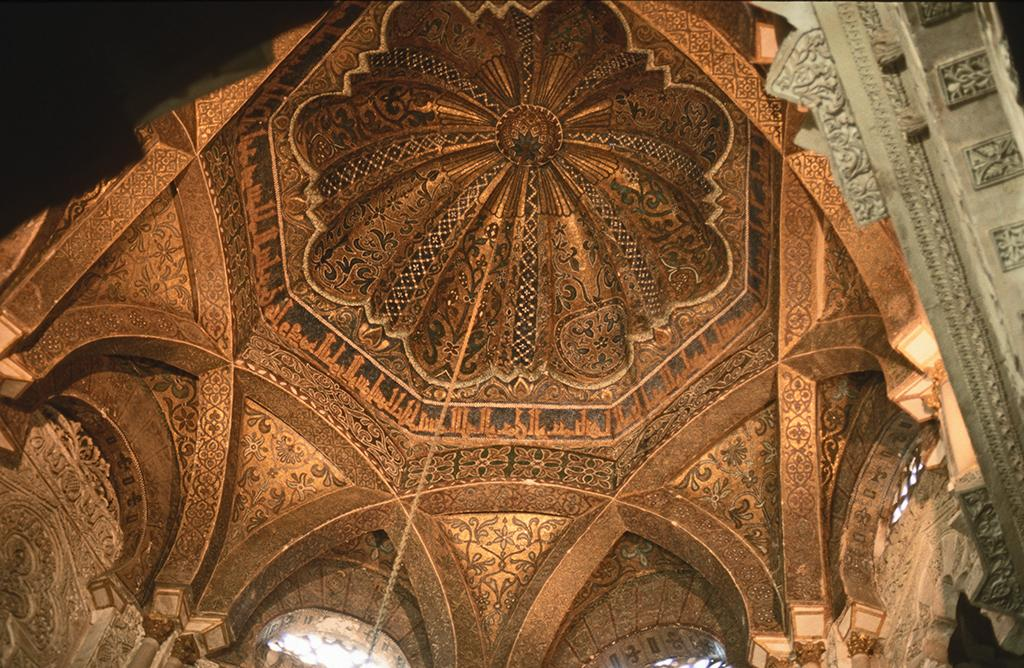
گنبد درونی مسجد قرطبه

### قبله
قبله جهت قرارگیری کعبه از هر نقطه مفروض می‌باشد، و در معماری اسلامی یک عنصر بسیار مهم، هم در اجزای ساختمان و هم در جهت کلی ساختمان محسوب می‌شود. شهرهای اسلامی باستانی و محراب در مساجد قرار بوده‌است که در این جهت ساخته شوند، اما با مشاهدات دقیق بسیاری از ساختمان‌ها در این جهت دهی موفق نبوده‌اند. و این به دلیل اختلاف در محاسبات دانشمندان اسلامی در گذشته‌است که محل مکه را از مکان‌های فردی خود تخمین زده‌اند. مساجد اولیه یا با محاسبات تقریبی یا با تخمین محل احتمالی قبله ساخته می‌شدند، یا اینکه محراب ساختمان را به سمت جنوب در نظر می‌گرفتند، چرا که این جهت، سمتی بوده که پیامبر در مدینه به طرف آن نماز می‌خوانده‌است.

### المان‌های معماری خاص
معماری اسلامی ممکن است با عناصر طراحی زیر، که از نخستین بناهای مساجد به ارث رسیده‌اند (که در اصل ویژگی مسجد النبی است) شناسایی شود.
- مِنارِه یا گُل‌دَستِه که در اصل به عنوان برج های دیده بانی مشعل-دار استفاده می شدند، همانطور که در مسجد جامع دمشق نیز قابل مشاهده است. مناره‌های مسجد جامع قیروان در تونس به عنوان قدیمی‌ترین مناره‌های بازمانده شناخته می‌شود.[۲۹]
- ایوان
- محراب
- گنبد
- پیشتاق[۳۰][۳۱]

## کاربری بناها

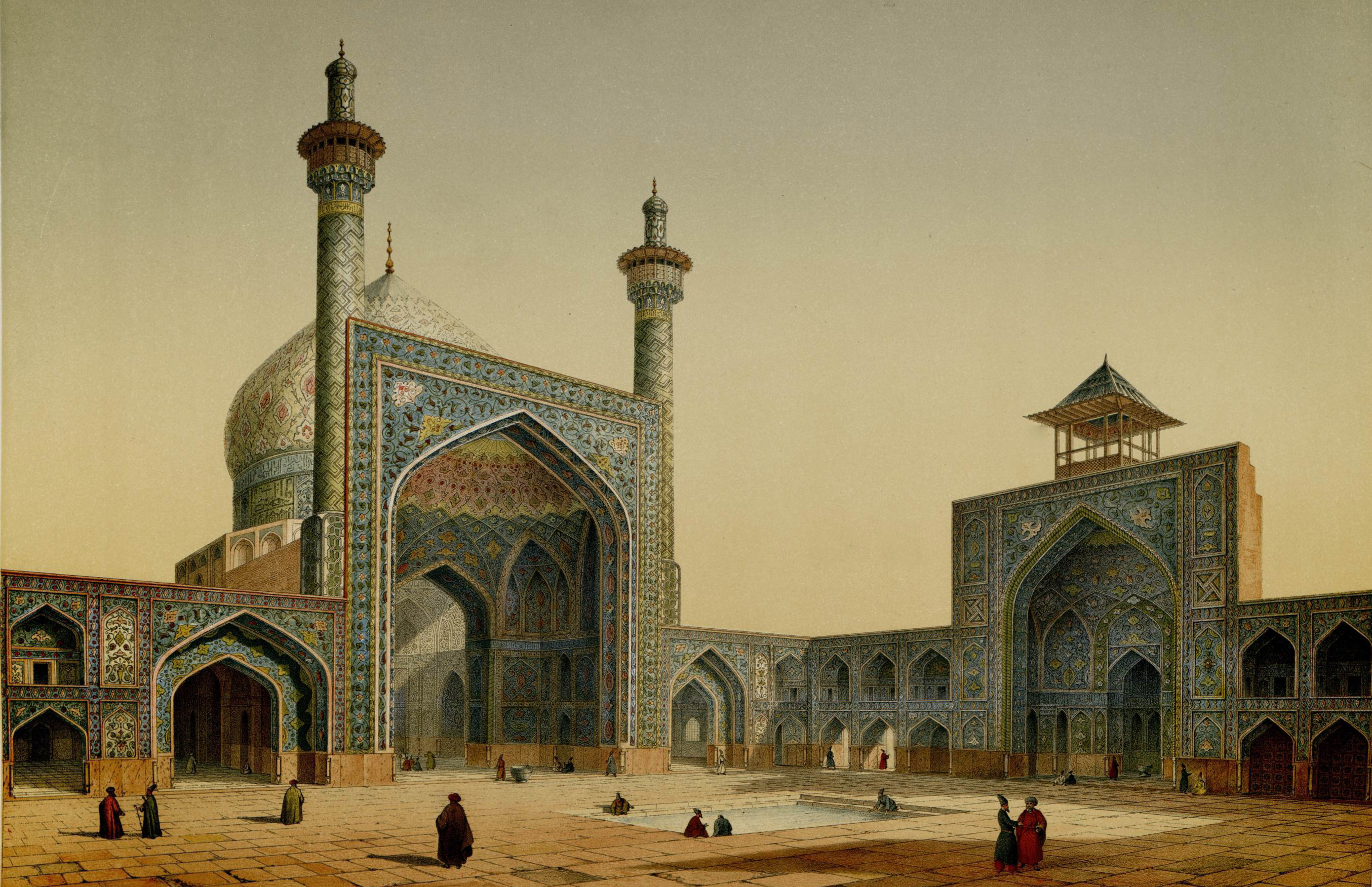
نقاشی از مسجدِشاه اصفهان در سال ۱۸۴۱ میلادی، اثر پاسکال کوست.

مطالعه دربارهٔ معماری ایران، نشان دهنده چگونگی گسترش آن در طی پانزده قرن گذشته‌است. در هر دوره بناهایی با ویژگی‌های گوناگون در روستاها، شهرها، جاده‌های کاروانی، مناطق کویری، گذرگاه‌های کوهستانی و شهرهای ساحلی ایجاد گردیده که کاربردهای متفاوت داشته‌اند.
اهمیت معماری اسلامی وقتی آشکار می‌شود، که بدانیم در ساخته‌های این دوره به کاربرد مادی و معنوی بناها ـ که از مهم‌ترین ویژگی‌های آن است ـ توجه شده‌است برای دریافتن اهمیت این ویژگی‌ها در گسترش معماری شایسته‌است طبقه‌بندی بناهای دوره اسلامی و کاربرد آن‌ها را مشخص کنیم.
به‌طور کلی بناهای دوره اسلامی را می‌توان به دو گروه عمده تقسیم کرد:
- بناهای مذهبی: شامل مساجد، مدرسه‌ها، آرامگاه‌ها، مدارس، حسینیه‌ها، تکایا، سقاخانه‌ها، خانقاه‌ها میل‌ها و  مصلی‌ها.[۳۲]
- بناهای غیر مذهبی: شامل خانه‌ها، قنات‌ها، باغ‌ها، رصدخانه‌ها، کبوترخانه‌ها، یخچال‌ها، پل‌ها، کاخ‌ها، کاروانسراها، حمامها، بازارها، قلعه‌ها و آب‌انبارها.[۳۳]

در دو گروه فوق از بناهای دوره اسلامی، مکانی برای عبادت, تجارت و سکونت وجود داشته ‌است.
کاربری‌ها مسجد، آرامگاه، مدرسه، کاخ، کاروانسرا تشابه عملکردی در گستره جهان اسلام دارند.

### کاخ‌ها
احداث کاخ‌ها در ایران به گذشته‌های بسیار دور بازمی‌گردد. مفهوم امروزی کاخ با مفهوم این کلمه در گذشته متفاوت است. در گذشته بناهایی منفرد با نوعی معماری برتر از دیگر بناها احداث می‌گردید که کاربردهای متعددی داشت؛ مثلاً، ممکن بود زمانی به عنوان معبد و نیایشگاه و گاه به جای قلعه دفاعی و سرانجام برای سکونت حکمرانان استفاده شود (چغازنبیل). به تدریج ماهیت این بناها تغییر یافت و کاخ‌ها یا قصرها در ایران مقر حکومت سلسله‌های مختلف شد؛ برای مثال در زمان هخامنشی تخت جمشید، در زمان اشکانی کاخ آشور، در زمان ساسانی تیسفون و کسری و سروستان را می‌توان نام برد. در دوره اسلامی این‌گونه بناها به تدریج برای سکونت و امور حکومتی استفاده گردید.
از صدر اسلام کاخ یا بنای با شکوهی که در مقیاس برتر ساخته شده باشد، به جای نمانده ‌است. شیوه معماری کاخ العمره و کاخ المشتی ـ که در زمان امویان احداث گردید و بقایای آن هنوز پابرجاست ـ از شیوه هنری عهد ساسانی اقتباس شده‌است.
از زمان صفوی احداث کاخ‌ها وارد مرحله تازه‌ای شد و در پایه تختهای سه‌گانه آن‌ها (تبریز، قزوین و اصفهان) نمونه‌های جالب توجهی ساخته‌است. کاخ‌های چهل ستون، هشت بهشت و عالی قاپوی اصفهان، صفی‌آباد بهشهر، فین کاشان و فرخ‌آباد ساری از مهم‌ترین نمونه‌های شیوه معماری عهد صفویان هستند. ایجاد کاخ‌ها به همین شیوه تا عهد نادرشاه (مانند کاخ خورشید کلات) و عهد قاجار (مانند کاخ صاحبقرانیه و شمس‌العماره) ادامه یافت. کاخ‌ها در ایران نقشه‌های گوناگونی داشته‌است: برخی کوشک مانند بوده‌اند (مانند هشت بهشت صفی‌آباد), بعضی نقشه مربع و مستطیل داشته‌اند و برخی چند ضلعی بوده‌اند. مهم‌ترین مسئله در ساختن کاخ‌ها، به ویژه از عهد صفوی به بعد، تزیین با کاشیکاری، گچبری، آیینه کاری و سنگ کاری است.

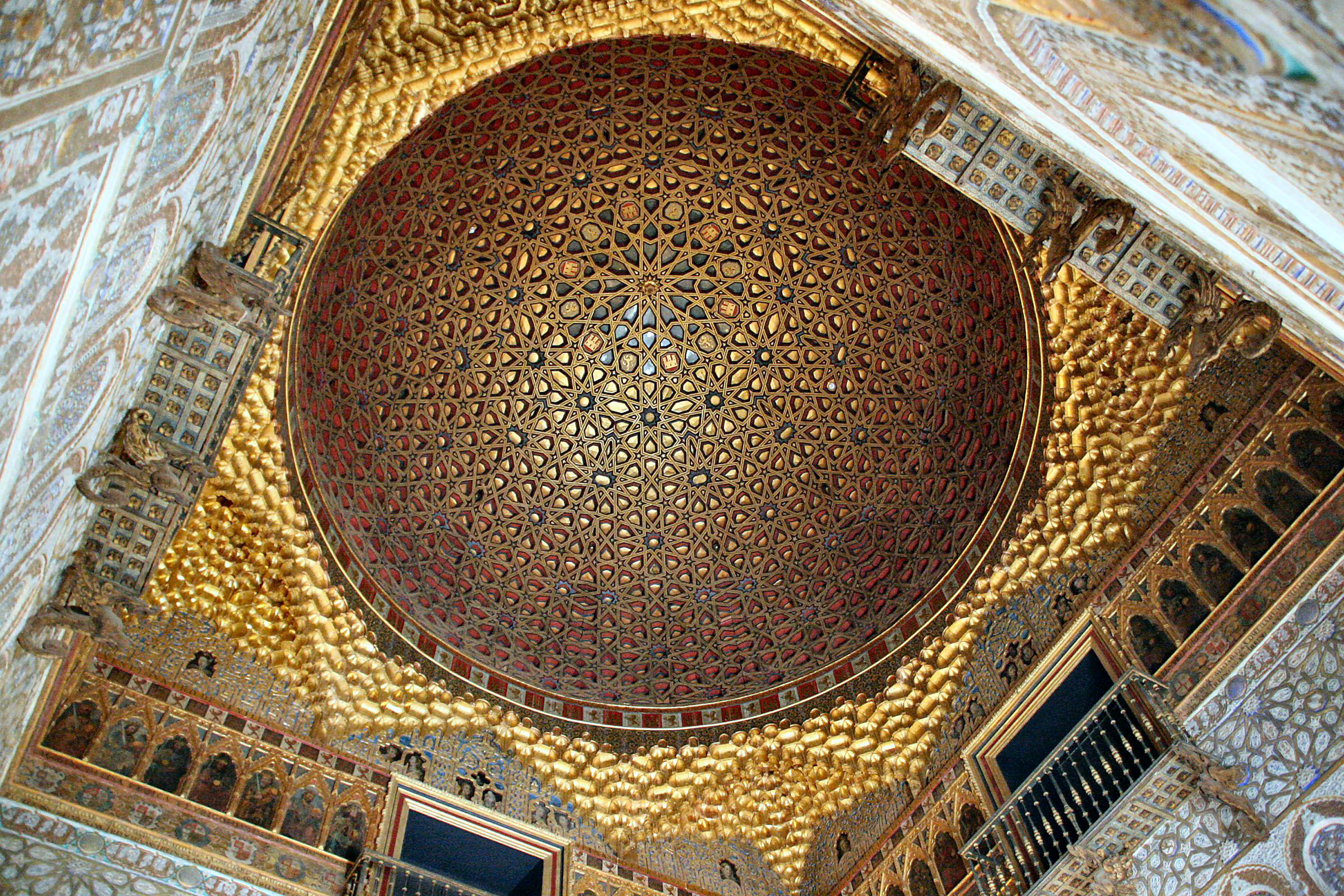
معماری اسپانیا دوره اسلامی

### مسجد ها
مسجد اساسی ترین و مهم ترین بنای اسلامی است. مسجدها از ابتدای ظهور اسلام، در تمامی روستاها، شهرهای اسلامی، همواره مهم ترین نقش را از نظر مذهبی بر عهده داشته اند. مسجد ضمن اینکه مکان اصلی برای انجام مراسم مذهبی، اقامه نماز جمعه، تدریس و ایراد خطابه است، همواره بهترین مکان برای ابلاغ فرمان های حکومت به شمار رفته است. پایه و مایه اصلی معماری اسلامی ایران را در بناهای مسجدها میتوان جستجو کرد.
در مساجد، صحن نقش مهمی پیدا میکند. مکانی است که به سبب ویژگی های کالبدی حضور در آن در بیشتر فصول سال امکانپذیر است. صحن مسجد به سبب حضور و اهمیت نمادین آب و ایجاد آبنما در آن به نوعی به باغ های اسلامی مرتبط است. آب جه روان و چه ساکن، همواره در مسجد حضور داشته است.

### مدرسه ها
در صدر اسلام، تدریس علوم مدرسی ابتدا در مساجد انجام می‌شد. اما در سده های بعد، فضای آموزشی از مسجد جدا شد. اولین مدرسه ثبت شده، مربوط به اواخر سده سوم هجری قمری در شهر نیشابور و مربوط به مذهب مالکی بوده است. در سده های بعد، مدرسه های خاص سایر مذاهب ساخته شدند.
در دوره سلجوقیان، همزمان با تحول ایجاد شده در معماری مساجد، در فضاهای معماری مدارس نیز تغییراتی حاصل شد و بناهای چهارایوانی ساخته شد و به مذاهب چهارگانه اختصاص یافت.
بنای مدرسه‌ها نیز مانند مساجد به آجرکاری، گچبری یا کاشیکاری تزیین و آرایش می‌شد. مدرسه های غیاثیه خرگرد، چهارباغ اصفهان، خان شیراز و سپهسالار (مطهری کنونی) تهران از جمله مدارس معروف ایران هستند.

### کاروانسراها

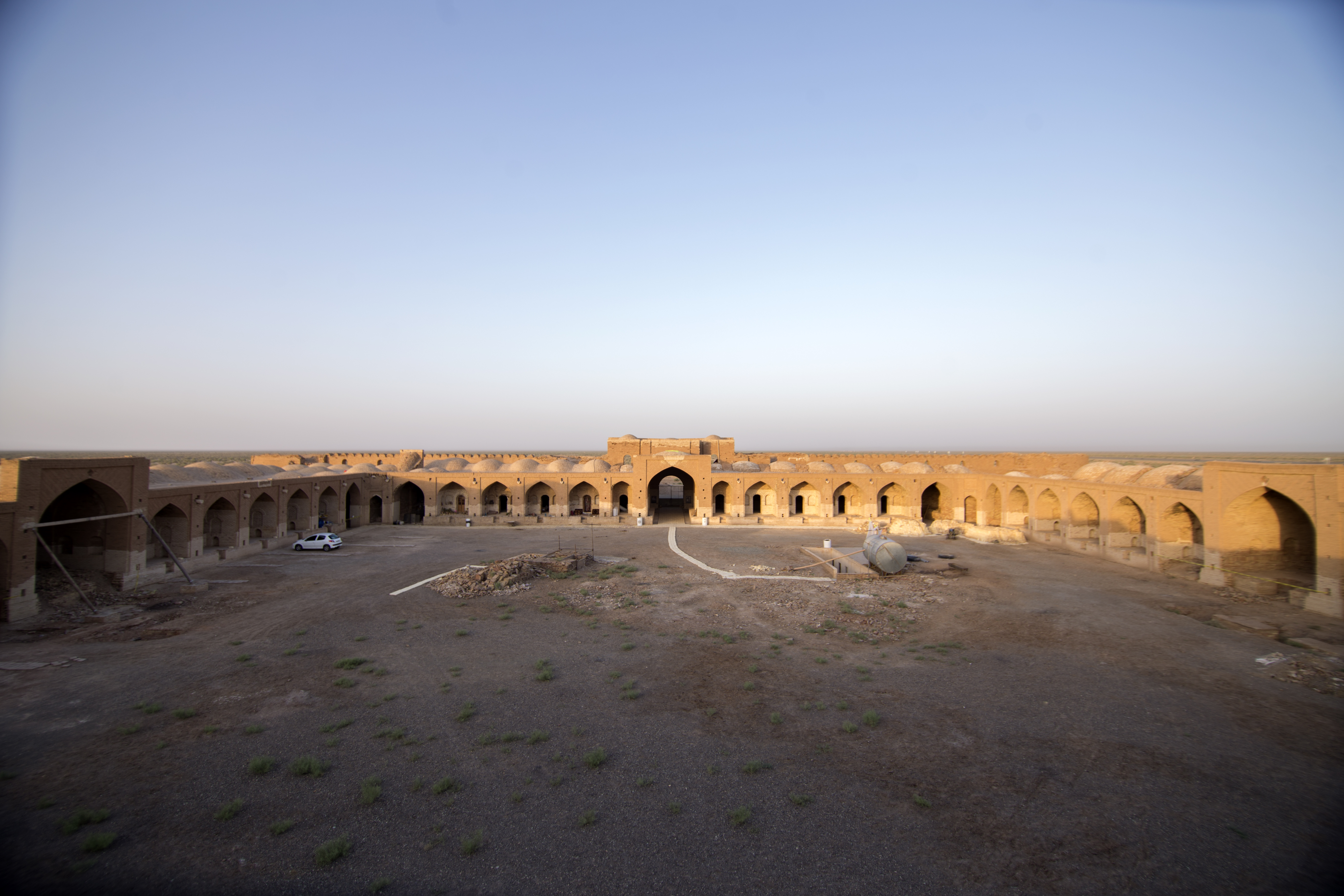
نمایی از کاروانسرای دیر گچین

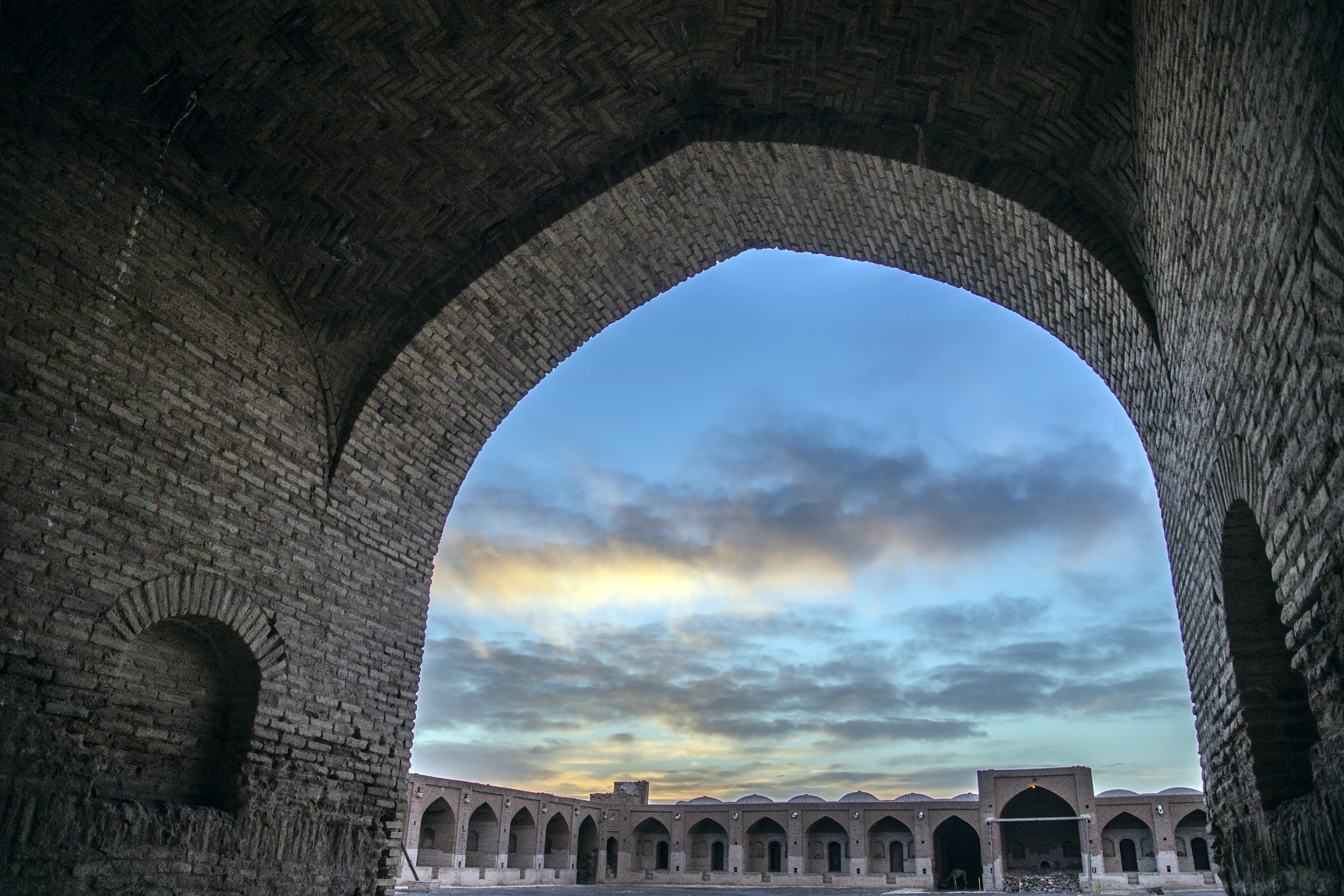
کاروانسرای دیر گچین، معماری عصر ساسانی و بازسازی شده در دوره‌های سلجوقی، صفوی، قاجار و معاصر.

ساخت کاروانسرا با توجه به اوضاع اجتماعی، اقتصادی و مذهبی، از روزگاران قدیم در ایران مورد توجه خاص بوده‌است. به‌طور کلی کاروانسراها به دو گروه برون‌شهری و درون‌شهری تقسیم می‌شوند.
توسعه راه‌های تجارتی و زیارتی باعث شده که در بین جاده‌های کاروانی در سراسر کشور کاروانسراهایی برای توقف و استراحت کاروانیان بنا شود. موقعیت جغرافیایی، سیاسی و اقتصادی در ایران از علل ازدیاد و گسترش این بناها بوده‌است. در ایران به فاصله هر چهار فرسنگ(۲۶ کیلومتر) کاروانسرایی برای استراحت بنا شده‌است. زیارت شهرهای مذهبی مانند قم، مشهد و کربلا باعث شده بود تا کاروانسراهای متعددی در مسیر جاده‌هایی که به این شهرها منتهی می‌شود، احداث گردد (در مسیر خراسان بزرگ، غرب به شرق، کرمانشاه و مشهد). این راه ارتباطی مهم از غرب به شهرهای مذهبی نجف و کربلا و از شرق به حرم علی بن موسی الرضا در مشهد متصل می‌شده‌است. همچنین در زمان صفوی برای رفاه حال زائران، کاروانسراهایی در این مسیر بنا شده که در حال حاضر بقایای پنجاه کاروانسرا باقی است.
معماری کاروانسراهای ایران بسیار متنوع است. معماران با توجه به موقعیت اقلیمی سرزمین ایران، کاروانسراهایی با ویژگی‌های گوناگون احداث کرده‌اند. در ساخت کاروانسراهای برون‌شهری از نقشه‌های چهار ایوانی، دو ایوانی، هشت ضلعی، مدور، کوهستانی و نوع کرانه خلیج فارس استفاده شده‌است. در احداث کاروانسراها مانند مساجد و مدارس بیشتر از طرح چهار ایوانی استفاده شده و اتاق‌هایی در اطراف حیاط، برای استفاده مسافران ساخته شده‌است. برخی از کاروانسراها با شیوه‌های آجر کاری، گچبری و کاشیکاری مزین شده‌اند (مانند رباط شرف خراسان، کاروانسرای سپنج شاهرود و مهیار اصفهان).

### حمام‌ها

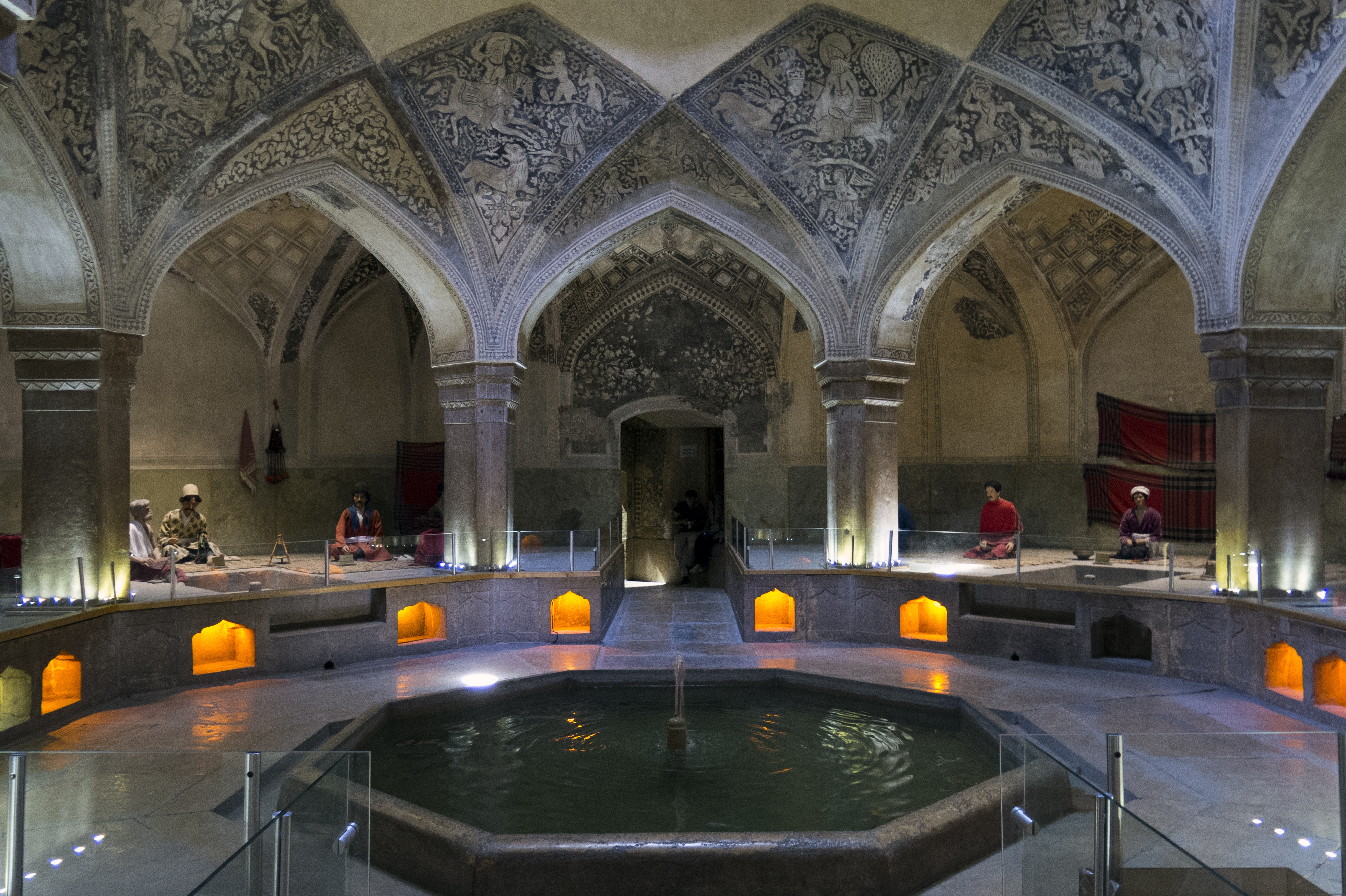
حمام وکیل شیراز

حمام‌ها از دیگر بناهای غیر مذهبی ایران است که در شهرها و روستاهای مختلف احداث شده‌است. در ادیان مختلف آیین شستشو، غسل و تطهیر از اهمیت ویژه‌ای برخوردار است. طبق مدارک موجود توجه به پاکیزگی و طهارت در ایران زمین به دوران قدیم حتی پیش از زرتشت می‌رسد؛ بنابراین نیاز بشر به محلی برای شستشو و تطهیر، موجب احداث حمام‌ها شده‌است. طبق مدارک باستانشناسی از جمله قدیمی‌ترین حمامها، حمامی در تخت جمشید از دوره هخامنشی و حمامی در کاخ آشور متعلق به دوره اشکانیان است.
بعد از ظهور اسلام، پاکیزگی ـ به ویژه غسل‌های متعدد و وضو برای نمازهای پنجگانه ـ در زندگی روزمره مسلمانان از اهمیت ویژه‌ای برخوردار شد تا جایی که سخن پیامبر اسلام: «النظافه من الایمان» شعار هر مسلمان گردید.
در شهرهای اسلامی حمام‌ها در گذرگاه‌های اصلی شهر، راسته بازارها و کاخ‌های حکومتی طوری ساخته می‌شد که برای تأمین آب بهداشتی و خروج فاضلاب مشکلی پیش نیاید. شاید بتوان گفت حمام‌ها پس از مسجد و مدرسه یکی از مهم‌ترین بناهای شهری محسوب می‌شدند.
فضای اصلی هر حمام، شامل بینه، میان در و گرمخانه بود. به این ترتیب که هر یک از فضاهای فوق به وسیله راهرو و هشتی از فضای دیگر جدا می‌شد تا دما و رطوبت هر فضا نسبت به فضای مجاور تنظیم شود. کف حمام‌ها از سنگ مرمر و دیگر سنگ‌ها پوشیده شده بود، ازاره حمام با سنگ و کاشی تزیین می‌شد. از جمله تزیینات داخلی حمام‌ها آهکبری به صورت ساده و رنگی بوده‌است (مانند حمام گنجعلیخان کرمان، کردشت میانه و خسرو آقا اصفهان).

### قلعه‌ها
آغاز خانه‌سازی بشر همواره با اندیشه دفاع در برابر دشمنان همراه بوده‌است و قلعه‌ها مظاهر بارز اندیشه دفاعی انسان هستند.
به‌طور کلی قلعه‌ها به دو گروه عمده تقسیم می‌شود: قلعه‌های کوهستانی و قلعه‌های دشت. همان‌طور که در معرفی کاخ‌ها گفته شد، از یک بنا ممکن است استفاده‌های گوناگونی شود. از قلعه نیز در موقع آرامش و صلح به عنوان کاخ استفاده می‌شد. با این توضیح تخت جمشید را، با توجه به طراحی آن، می‌توان یک قلعه دانست. همچنین از تخت سلیمان در تکاب آذربایجان غربی ـ که مکانی مقدس بوده ـ گاهی به عنوان نیایشگاه و زمانی به عنوان کاخ استفاده می‌شده‌است.
بزرگترین و مستحکمترین قلعه‌هایی که در ایران بنا شده، متعلق به فرقه اسماعیلیه است. این قلعه‌ها در بلندی‌های رشته کوه‌های البرز بنا شده‌اند (مانند الموت، لمبسر، گردکوه، سارو و امامه).
معماری این‌گونه قلعه‌ها جنبه نظامی و دفاعی داشته و طرح و نقشه آن‌ها ویژگی‌های گوناگونی دارد. قلعه‌ها در صعب العبورترین بلندی‌های کوهستانی بنا می‌شدند و چون طرح و نقشه‌ای از پیش آماده نداشتند، طراح یا معمار حصارها، برجها، اتاق‌ها و ورودی‌ها را با توجه به موقعیت طبیعی صخره‌ها، احداث می‌کرد. به این علت اغلب قلعه‌های کوهستانی دارای طرح هندسی مشخص نبودند. مصالح ساختمانی قلعه‌ها بیشتر قلوه سنگ و آجر، و ملاط آن ساروج و آهک بود.
قلعه‌هایی که در دشت برای محافظت از کاروان‌ها یا برای استفاده سربازان بنا می‌شد عمدتاً طرح هندسی مشخص داشتند و دارای نقشه‌های مربع، مستطیل، چند ضلعی و مدور بودند. این قلعه‌ها دارای برج و بارو بودند و مصالح ساختمانی آن‌ها نیز از آجر و خشت بود (مانند قلعه گلی ورامین، میان گاله گرگان، قوشچی ارومیه و قلعه کهنه کرمانشاه).
در قرن دوازدهم هجری ایجاد قلعه در گذرگاه‌ها به شیوه گذشته متوقف شد و پاسگاه‌ها و سربازخانه‌هایی به شیوه جدید احداث گردید. همچنین در کرانه خلیج فارس قلعه‌هایی با سبک معماری غربی ساخته شد (مانند قلعه‌های هرمز، خارک، قشم و بندر عباس).

### آب‌انبارها
موقعیت اقلیمی مناطق مختلف ایران تأثیر زیادی در ابداعات معماری این سرزمین داشته‌است. از روزگاران کهن در کنار طرح‌های عمده تأمین آب مانند ایجاد قنات و ساختن سد، به ذخیره‌سازی آب‌های زمستانی و مصرف آن در فصل‌های کم‌آب و خشک سال نیز توجه شده‌است و «آب‌انبار» را به همین منظور بنا کرده‌اند. قدیمی‌ترین نمونه به جای مانده، منبع ذخیره آب معبد چغازنبیل در خوزستان از دوره هخامنشی است.
آب‌انبارها به دو گروه کلی عمومی و خصوصی تقسیم می‌شوند. از نظر معماری آب‌انبارها شامل منبع ذخیره آب، پوشش منبع، بادگیر و هواکش، راه پله، پاشیر و سردر تزیینی و کتیبه هاست که در اشکال گوناگون مکعب، مستطیل، استوانه‌ای و چند ضلعی ساخته شده‌اند.
مصالح ساختمانی آن‌ها سنگ و آجر، شفته آهک و ساروج است. تعدادی از این آب‌انبارها با آجر و کاشی تزیین شده‌اند (مانند آب‌انبارهای قزوین، ده نمک سمنان و پنج بادگیر یزد).

### بازارها
سابقه ایجاد بازار در ایران به روزگاران بسیار دور بازمی‌گردد. طبق مدارک تاریخی بازار در بسیاری از شهرهای قبل از اسلام یکی از عناصر مهم شهری بوده‌است.
پس از اسلام، گسترش شهرهای اسلامی و افزایش ارتباطات اجتماعی، ازدیاد راه‌های کاروانی، توسعه کاروانسراها و تبادلات اقتصادی موجب شکل گرفتن فضای بازرگانی و تولیدی موسوم به بازار شد. در شهرهای اسلامی بازار محور اصلی و مرکز اقتصادی شهر بوده و انبارهای مهم، مراکز تولیدی، مراکز توزیع کالاهای گوناگون و مبادلات پولی در آن جای داشتند.
بازارها بیشتر در امتداد مهم‌ترین راه‌های اصلی شهر ساخته می‌شدند و در اغلب موارد راسته بازار شاهراه اصلی شهر نیز بود که مهم‌ترین و شلوغ ترین دروازه‌ها را به مرکز شهر متصل می‌کرد (مانند بازار سلطانیه، بازار اصفهان و بازار نایین). در بیشتر شهرهای اسلامی مسجد جامع در کنار بازار قرار داشت.
دکان‌ها در دو سوی راسته اصلی و راسته‌های فرعی قرار داشتند. برخی از راسته‌ها به عرضه کالاهای مخصوص اختصاص داشت؛ مانند بازار بزازها، کفاشها، زرگرها و آهنگرها. کاروانسراهای درون‌شهری ـ که قبلاً مورد بحث قرار گرفت ـ اغلب در پشت دکان‌های بازار قرار داشت و به وسیله راهرو یا فضای کوچک به بازار مرتبط می‌شد. بسیاری از سراها دو طبقه ساخته می‌شدند و همه آن‌ها دارای حیاط مرکزی بودند.
طول بازارها اندازه مشخص و معینی نداشت و به نسبت وسعت شهر و رونق بازار متفاوت بود. طول راسته اصلی در شهرهای کوچک و متوسط در حدود چند صد متر و در شهرهای بزرگ، بیش از یک کیلومتر بود و عرض بازارها بین پنج تا ده متر بوده‌است.
در ساختمان بازارها از بهترین مصالح و شیوه‌های معماری استفاده می‌شد. ستون‌ها و دیوارها بیشتر از سنگ و آجر بود و برای پوشاندن سقف از گچ و آجر استفاده می‌کردند. برای پوشاندن دهانه‌های بزرگ مانند چهار سوها و تیمچه‌ها از گنبد و کاربندی استفاده می‌شد. پشت بام بازارها هم بیشتر با کاهگل پوشانده می‌شد؛ زیرا کاهگل هم عایق حرارتی بود و هم عایق رطوبتی. کف بازارها اغلب خاکی بود که در اثر گذشت زمان کوبیده و محکم می‌شد. البته گاهی از سنگ و آجر برای پوشاندن کف بازار و حجره‌ها استفاده می‌کردند.

به هر حال، بازار یکی از مهم‌ترین بناهای عمومی شهرهای گوناگون است که در وهله اول برای عرضه، تولید، تبادل و خرید و فروش کالا شکل گرفت، ولی بعدها کارکردهای متعدد فرهنگی و اجتماعی پیدا کرد. رشد و رونق اقتصادی منجر به پیدایش انواع بازار شد که از میان آن‌ها می‌توان از بازارهای ادواری، بازارهای روستایی، بازارهای ثابت، بازار بین راهی و بازارهای شهری نام برد. 

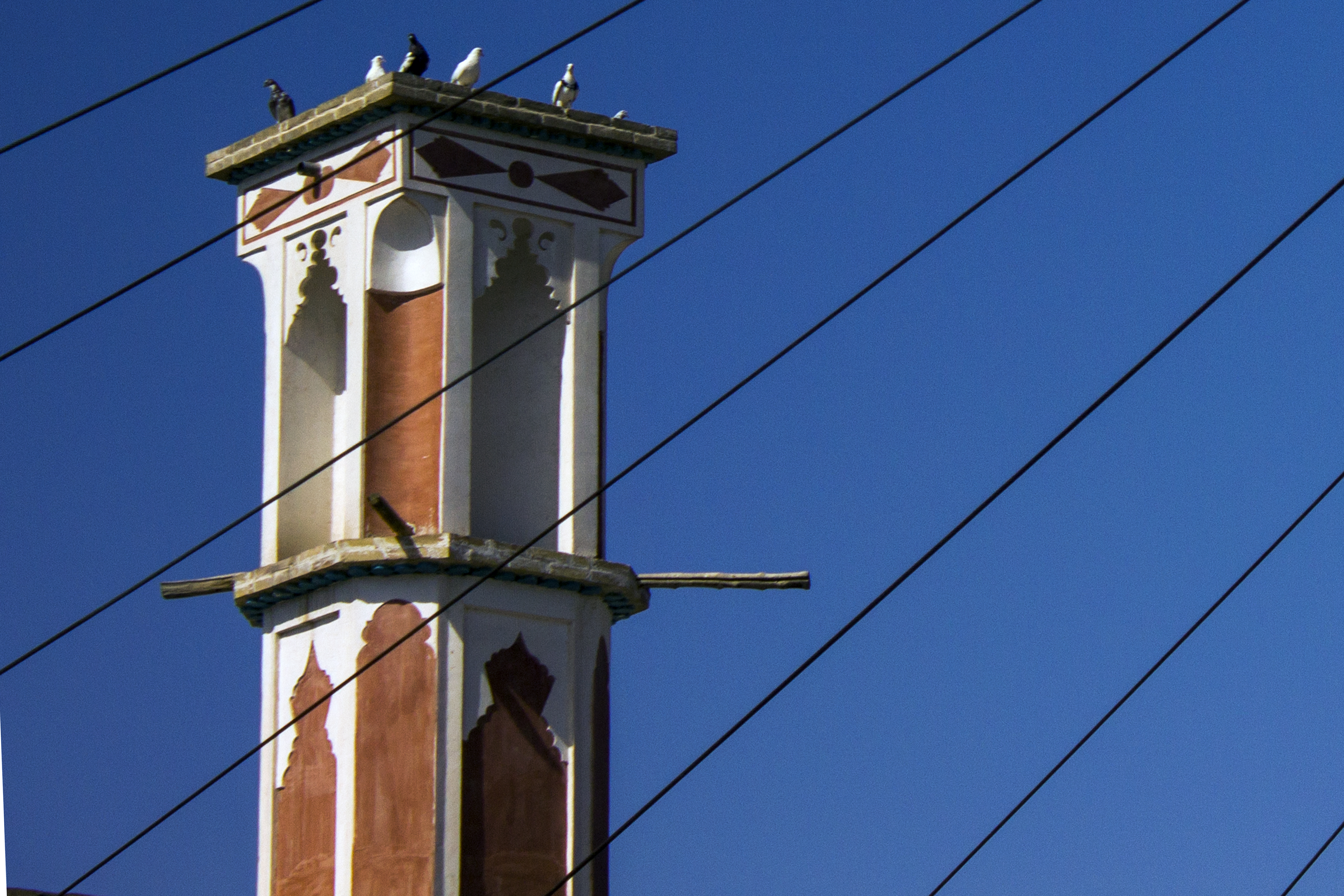
بادگیر خانه تاریخی تاج

### بادگیر

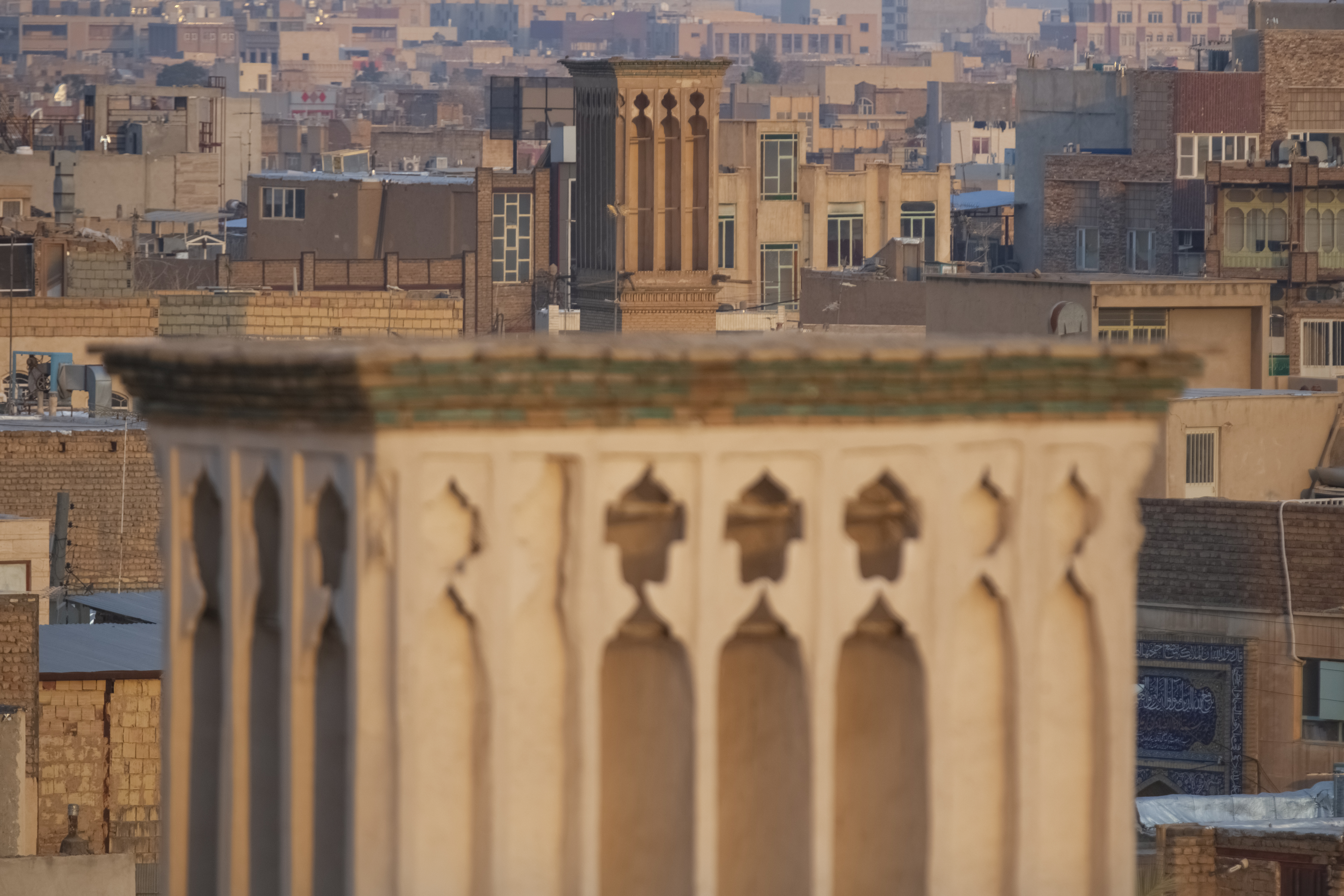
بادگیرها در شهر تاریخی قم

معماران و استادکاران ایرانی با توجه به شرایط اقلیمی و جغرافیایی مناطق گوناگون ایران شیوه‌های معماری را در شهرهای مختلف توسعه بخشیدند؛ همان‌طور که به دلیل سرما ایجاد بناهای فاقد میانسرا در آذربایجان متداول بوده، ساختن بادگیر نیز در مناطق کویری رواج داشته‌است.
سالیان بس دراز، بادگیر یکی از اجزای مهم بناها در نواحی گرم و خشک ایران بوده‌است. هر بادگیر شامل برج‌های تهویه بر فراز ساختمان است. در بالای هر برج یک رشته دهانه‌های عمودی وجود دارد که در مقابل بادهای وزان قرار گرفته و برای گرفتن نسیم و هدایت آن به اتاق همکف یا زیرزمین که رطوبت را از یک حوض آب اخذ می‌کند، تعبیه شده‌است.
در شهرهای کویری ایران مانند کاشان، یزد و کرمان از بادگیر در بناهای مختلف به نحوه مطلوب استفاده شده‌است. در بعضی بناها حتی چندین بادگیر ساخته شده (مانند آب‌انبار پنج بادگیر یزد).
نوعی دیگری از بادگیر وجود دارد که در مناطق گرم و مرطوب جنوب کشور استفاده می‌شود و فرق عمده‌ای که با بادگیرهای مناطق گرم و خشک دارد این است که بادگیر در منطقه مرطوب فقط کار خو را از طریق جابجایی هوا انجام می‌دهد. یعنی اینکه دیگر مثله بادگیرهای منطقه گرم و خشک در پایین بادگیر فاقد حوض می‌باشد.
به این دلیل در آن منطقه از حوض آب استفاده می‌شود که اولاً رطوبت ساختمان را در آن منطقه مهیا سازد و ثانیاً گرد و غباری که با هوا وارد می‌شود، نیز به طریق حوض بر طرف می‌شود.
کاربرد دیگر بادگیر این می‌باشد که زمانی که جریان باد برقرار نیست به عنوان دودکش عمل می‌کند و هوای گرم داخل خانه را به بیرون هدایت می‌کند.

### پله
گرچه پله یک اثر معماری مهم به حساب نمی‌آید، ولی کاربردهای سودمندی در معماری دارد. راه پله‌های مارپیچ داخل مناره‌ها و پله‌هایی که به بام‌ها و فضاهای داخلی و خارجی بنا و به پاشیرهای سراشیبی آب‌انبارها منتهی می‌شود از اهمیت ویژه‌ای برخوردارند. همچنین پله‌ها، راه‌های ارتباطی مفید به طبقه دوم یا پشت بام به‌شمار می‌روند. در بعضی از بناها پله‌ها علاوه بر کاربرد ارتباطی، وسیله سبک کردن حجم‌های ساختمانی نیز هستند (مانند بنای تایباد خراسان). مدرسه غیاثیه خرگرد دارای هشت دستگاه پله است. همچنین مسجد کبود تبریز پله‌هایی در شش قسمت دارد که دو دستگاه پله به نمای اصلی متصل است و چهار دستگاه در گوشه‌های گنبد خانه یا شبستان قرار دارد که به طبقه دوم متصل می‌شود. مصالح ساختمانی پله‌ها اغلب آجر است.

### سردابه
تعداد بسیاری از آرامگاه‌ها مدفن اصلی شخصیتی مذهبی یا سیاسی هستند که زیر طبقه همکف ساخته می‌شدند. از آنجا که طبقه همکف باید محلی برای زیارت یا مراسم مذهبی می‌داشت، معمولاً محل تدفین را در طبقه‌ای پایین‌تر از سطح زمین می‌ساختند. احداث سردابه بیشتر در آرامگاه‌های ناحیه شمال و آذربایجان مرسوم بوده‌است.
از قرن هشتم هجری به بعد نصب ضریح چوبی در روی مزارها به صورت سمبلیک متداول شد. صندوقهای چوبی منبت کاری شده نام بسیاری از درودگران هنرمند را برخود دارد.

## مصالح ساختمانی
مصالحی که در ایجاد بناهای دوره اسلامی به کار رفته متنوع است.
- آجر

آجر از مهم‌ترین مصالح ساختمانی در ایران قبل و بعد از اسلام بوده‌است. آجرهای به کار رفته در معماری عموماً مربع شکل است که در کارگاه‌های آجرپزی در سراسر ایران ساخته می‌شد. آجر علاوه بر استفاده در ساختن بدنه بنا برای تزیین آن نیز نقش مهمی داشت و از اوایل اسلام تا دوره تیموری تزیین بیشتر بناها با آجرکاری است. همچنین از آجرهای تراشدار و قالبی نیز استفاده می‌شد. آجرهای پخته رنگ‌های گوناگونی چون زرد کمرنگ، قرمز و قرمز تیره داشته که بیشتر در ابعاد ۳*۲۰*۲۰، ۵ *۲۰*۲۰، ۵ * ۲۵* ۲۵ سانتیمتر ساخته می‌شد و در قسمت‌های مختلف بنا مانند ایوان‌ها، طاقنماها، گنبدها، مناره‌ها و اتاق‌ها به کار می‌رفت (برج‌های خرقان، گنبد قابوس، مناره مسجد ساوه).
- گچ

گچ از دیگر مصالح ساختمانی است که در تمامی ادوار، در معماری استفاده شده‌است. از آنجایی که گچ از مصالح ارزان قیمت بوده و زود سفت می‌شده‌است، کاربردهای متعدد داشته و مورد توجه معماران بوده‌است. گچبری برای آراستن سطوح داخلی بناها، نوشتن کتیبه‌ها، تزیین محرابها، زیر گنبدها و ایوان‌ها به کار می‌رفته‌است. بسیاری از بناهای عصر سلجوقی و ایلخانی با گچبری تزیین شده‌اند. اهمیت گچبری در بناهای اسلامی به حدی بود که هنرمندان این رشته به «جصاص» معروف بودند و نام بسیاری از این هنرمندان در کتیبه‌های بناها به یادگار مانده‌است. علاوه بر این، هنرمندان گچبر در قرن پنجم تا دهم هجری از شیوه‌های گوناگونی مانند گچبری رنگی، گچکاری وصله‌ای، گچکاری توپر و توخالی، گچبری مشبک و گچبری مسطح و برجسته استفاده کرده‌اند (مانند اصفهان: محراب اولجایتو، زنجان: گنبد سلطانیه، همدان: گنبد علویان و اشترجان: محراب اشترجان).
- کاشی

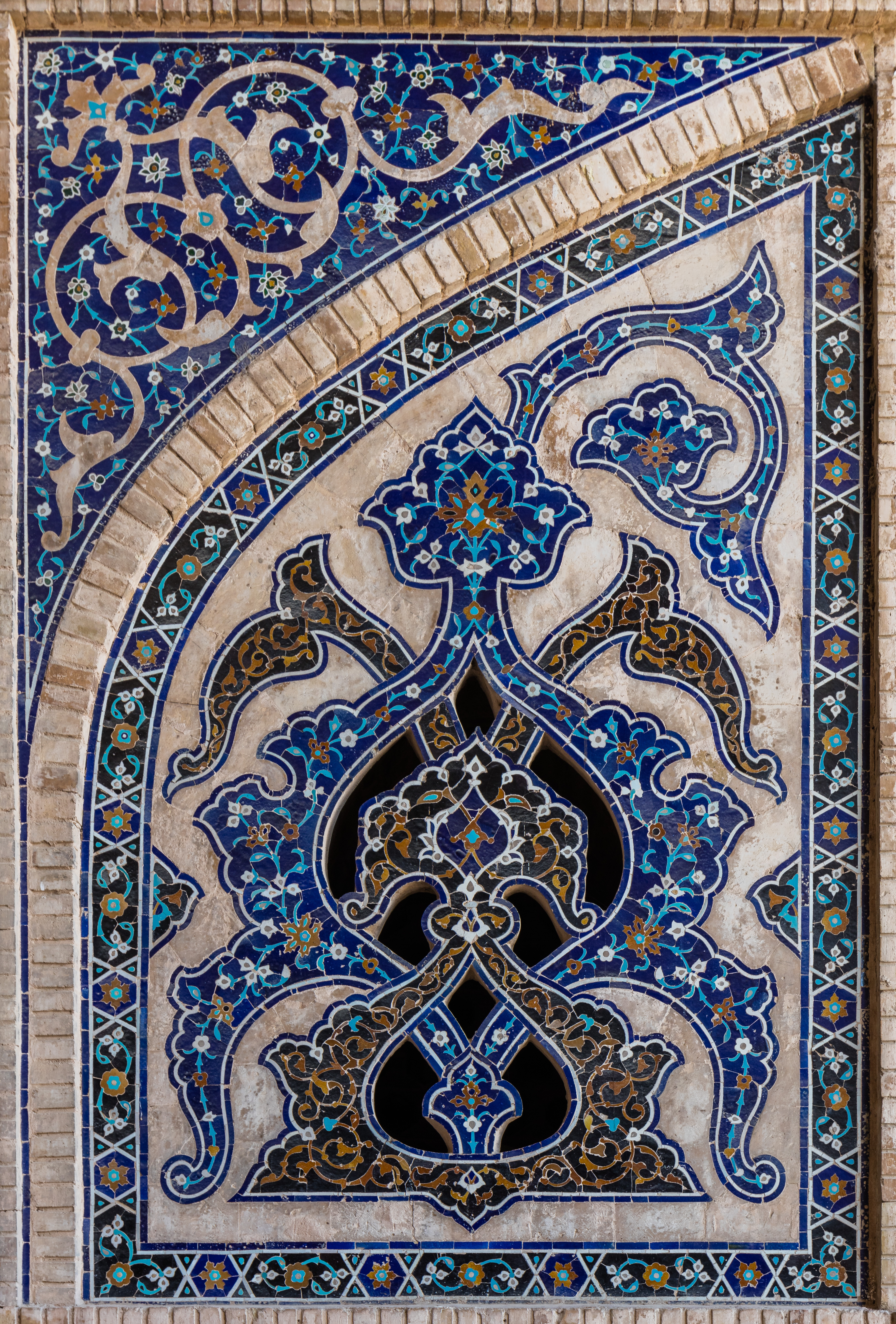
نمونهٔ کاشیکاری‌های مسجد جامع اصفهان

استفاده از کاشی برای تزیین و همچنین استحکام بخشیدن به بناها از دوره سلجوقی آغاز شد و در طی قرون متمادی به ویژه در عهد تیموری و صفوی به اوج رسید. کاشی نقش عمده‌ای در تزیین بناهای دوره اسلامی داشت و با شیوه‌های متفاوت توسط هنرمندان کاشیکار به کار می‌رفت. استفاده از کاشی‌های یک رنگ، کاشی هفت رنگ، کاشی معرق و تلفیق آجر و کاشی (معقل) در دوره‌های سلجوقی، ایلخانی و تیموری و صفوی در تزیین بنا مرسوم بوده و تا عصر حاضر ادامه یافته‌است. تزیین بخش‌های گوناگون بنا، از پوشش گنبد و مناره گرفته تا سطح داخلی بنا و زیر گنبد و دیوارها و محراب با کاشی‌های مختلف، به ویژه کاشی‌های معرق، به بناهای مذهبی و غیر مذهبی ایران دوره اسلامی زیبایی خاصی بخشیده‌است (مانند گناباد: مسجد گناباد و غیاثیه، خرگرد: مدرسه خرگرد، مشهد: مسجد گوهر شاد، تبریز: مسجد کبود، اصفهان: مسجد شیخ لطف‌الله و مسجد امام). در دوران معاصر نیز استاد علی پنجه پور زیباترین آثار کاشی کاری سنتی را اجرا نموده‌است.
- خشت

از دیگر مصالح ساختمانی معمول در معماری ایران خشت است. در دوره اسلامی یا تمامی بنا از خشت بوده یا بخشی از دیوارها از خشت و بقیه از آجر بوده‌است. از آنجایی که مقاومت خشت در برابر باد و باران و برف اندک است، بناهای خشتی زیادی از روزگاران گذشته باقی نمانده‌است.
- سنگ

در معماری اسلامی از سنگ برای کار در شالوده، بدنه، فرش کردن کف و تزیین بنا استفاده می‌شد. گرچه به علت موقعیت جغرافیایی و اقلیمی استفاده از سنگ در برخی نقاط چون آذربایجان بیشتر دیده می‌شود، اما بهره‌گیری از آن تقریباً در سراسر ایران مرسوم و متداول بوده‌است. استفاده از سنگ در پی بنا و دیوارها اهمیت ویژه‌ای داشت و برای ساختن کتیبه‌ها سنگ‌های گوناگونی چون سنگ سیاه، سنگ آهک، سنگ مرمر ـ که با دقت تراشیده و گاهی حجاری می‌شد ـ به کار می‌رفت (مرند: کاروانسرای مرند، شیراز: مسجد جامع، کاشان: کتیبه‌های مسجد میدان).
- چوب

استفاده از چوب برای ساختن در، پنجره، صندوقهای ضریح، ستون‌ها و تیر سقف و چهار چوب، از ویژگی‌های معماری اسلامی است که در ناحیه مازندران و گیلان رواج بیشتری داشته‌است. درخت‌های تبریزی، سپیدار، چنار، کاج و گردو از جمله درخت‌هایی بودند که از چوب آن‌ها برای بخش‌های گوناگون بنا استفاده می‌شده‌است (ورامین: مسجد جامع، تبریز: ارگ علیشاه، ساری: امام زاده صالح).
- شیشه

کاوش‌های باستانشناسی سال‌های اخیر و همچنین بناهای باقی‌مانده از ادوار مختلف اسلامی نشان می‌دهد که از شیشه‌های الوان به رنگ‌های سرخ، آبی، بنفش و سبز برای تأمین روشنایی و تزیین در و پنجره و قاب‌های گنبد خانه و شبستان‌ها استفاده می‌شده‌است. همچنین مطالعه متون تاریخی و مشاهده مینیاتورهای قرن ششم تا دوازدهم هجری نشان می‌دهد که شیشه، کاربرد وسیعی داشته‌است (خرگرد: غیاثیه، شاه زند: مقبره شیری بکا آقا، اصفهان: عالی قاپو).

## روش‌های ساخت و تزیین
به‌طور کلی آگاهی ما از نحوه ساخت، طراحی و سایر امور ساختمانی دوره اسلامی بسیار کم و محدود است. بدون شک ایجاد بناها، چه مجموعه‌های مذهبی و چه غیر مذهبی، مستلزم آگاهی از علومی چون هندسه، ریاضی و طراحی بوده‌است و استادکاران طی قرون متمادی با بهره‌گیری از علوم، توانسته‌اند شاهکارهایی در هنر معماری به وجود آورند. متأسفانه در متون تاریخی دوره اسلامی مطالب مهم و تصاویر چندانی در مورد چگونگی ایجاد بناها به چشم نمی‌خورد. تنها نمونه‌های قابل ذکر دو نقاشی منسوب به بهزاد، با تاریخ ۸۷۲ هجری، در ظفرنامه و خمسه نظامی است. این نقاشی‌ها در حال حاضر در دانشگاه هابکینز آمریکا نگهداری می‌شوند و در آن‌ها نحوه ساخت مسجد جامع تیمور و همچنین کاخ خورنق به شیوه مینیاتور به تصویر کشیده شده‌است. در این نقاشی‌ها تا حدودی تزیینات و ابزار و وسایل معماری مرسوم آن روزگار مانند داربست، گونیای چوبی، اره، خط‌کش، بیل، تیشه، ماله، نردبان، و … و همچنین مصالح ساختمانی مانند سنگ، آجر، گچ، ملاط و کاشی و مراحل اجرای ساختمان نشان داده شده‌است.
برخی محققان بر این عقیده‌اند که علت فقدان مطالب سودمند دربارهٔ معماران دوره اسلامی و روش‌های طراحی و ساختمانی آنها، این است که معماران در مقایسه با شاعران، فیلسوفان و مورخان، کمتر مورد توجه بوده‌اند. البته این رأی درست به نظر نمی‌رسد؛ زیرا در ادوار مختلف نیاز همگان به معمار و استادکاران ساختمانی برای ایجاد محل‌های مسکونی، تجاری و عبادی امری مسلم بوده‌است.
مورخان اسلامی چون بیهقی، ابن خلدون و خواجه رشیدالدین، مطالب سودمندی دربارهٔ معماری و معماران نوشته‌اند؛ از جمله نوشته‌اند معماران از علوم ریاضی و هندسه اطلاع داشتند و در احداث بناها قبل از هر چیز به طراحی و نقشه‌کشی مبادرت می‌ورزیدند. فارابی فیلسوف بزرگ ایران می‌گوید معماری مبتنی بر علم الحیل است و حیل، مهارت، هنر و فنی است که با کار استادانه و هنرمندانه در اشکال هندسی نشان داده می‌شود. هندسه مبنای معماری بود و معمار بسیار ماهر و استاد را مهندس می‌گفتند که به معنای   اندازه گیرنده است یا معرب شده از اندازه ٔ فارسی  مهندز.
همچنین متونی در دست است که در آن‌ها از هندسه و طرح‌های هندسی برای معماران بحث می‌شود و سراسر این کتاب‌ها دارای توضیحاتی است که به معماری عملی ارتباط پیدا می‌کند. بخشی از کتاب مفتاح الحساب نوشته جمشید کاشی ریاضیدان و منجم عصر تیموری، به معماری اختصاص یافته و در آن بخش از روش‌های ساختن طاق و گنبد و مقرنس بحث می‌کند، از انواع طاقهایی که او شرح می‌دهد برخی را در بناهای تیموری می‌توان دید.
معماران، استادکاران، بنایان و دیگر گروه‌های وابسته به علم معماری، با آگاهی کامل از فن معماری و با ابتکار و ابداعات خاص خود و رعایت کامل اصول هندسه و مهارت‌های سنتی و همچنین الهام از عقاید دینی فضای معماری ایران را شکوهی جاودانه بخشیدند.
مسئولیت ساخت بنا نیز به عهده گروه‌های متعددی بوده‌است؛ مثلاً گروهی مسئول احداث ساختمان تا مرحله سفت کاری، و گروهی مسئول تزیینات بنا مانند آجرکاری، گچبری و کاشیکاری بوده‌اند. همچنین بین استادکاران، سلسله مراتبی وجود داشته، مانند مهندس، معمار، بنا، سرکارگر، سنگکار، گچکار، کاشیکار و کارگر ساده که هر یک مسئولیت خاصی داشتند.
معماران ایرانی به علت فروتنی از ثبت کردن نام خود بر بناها خودداری می‌کردند؛ به همین علت جز تعدادی از بناها که نام معمار یا سازنده آن مشخص شد، بقیه فاقد نام استادکار یا سازنده آن است.

## فناوری‌های جدید و معماری اسلامی
با به وجود آمدن تکنولوژی‌های جدید و مصالح ساختمانی نوین تناقضاتی در طراحی معماری و سازه ساختمان به وجود آمد که پیاده‌سازی این‌گونه معماری را در ساختمان‌های جدید با مشکل روبه رو ساخت. در حال حاضر مدل‌سازی اطلاعات ساختمان به عنوان یک رویکرد جدید به عنوان مدل سه بعدی پارامتریک از خصوصیات ساختمان امیدها را برای به‌کارگیری این نوع معماری در ساختمان‌های نوین و کاهش چالش‌های طراحی و پیاده‌سازی آن زنده کرده‌است.

## مطالعات بیشتر
- Abdullahi Y. , Embi M. R. B (2015). Of Abstract Vegetal Ornaments On Islamic Architecture. International Journal of Architectural Research: Archnet-IJAR. {{cite book}}: External link in |title= (help)
- Yahya Abdullahi, Mohamed Rashid Bin Embi (2013). of Islamic geometric patterns. Frontiers of Architectural Research: Elsevier. {{cite book}}: External link in |title= (help)